# Dodge Coronet
 (avril 2021).

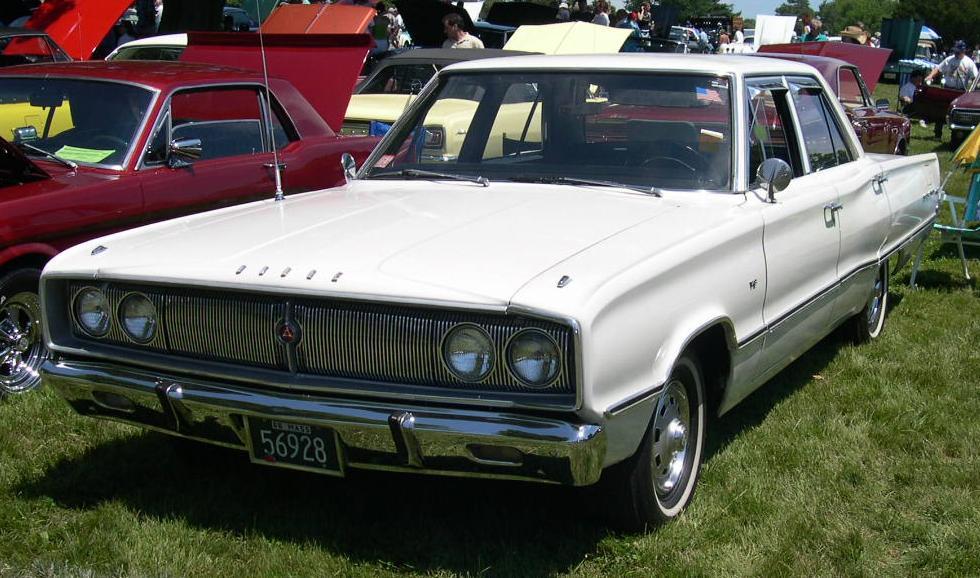
Dodge Coronet de 1967.

La Dodge Coronet est une berline américaine de marque Dodge fabriquée dans les années 1950 à 1970, partageant la même plate-forme que les Dodge Royal et Dodge Custom Royal, mais à l'origine moins cossue que ces dernières. Cependant, au tournant des années 1960, la Coronet passe elle aussi dans la gamme intermédiaire.

## Première génération (1949-1952)

### 1949

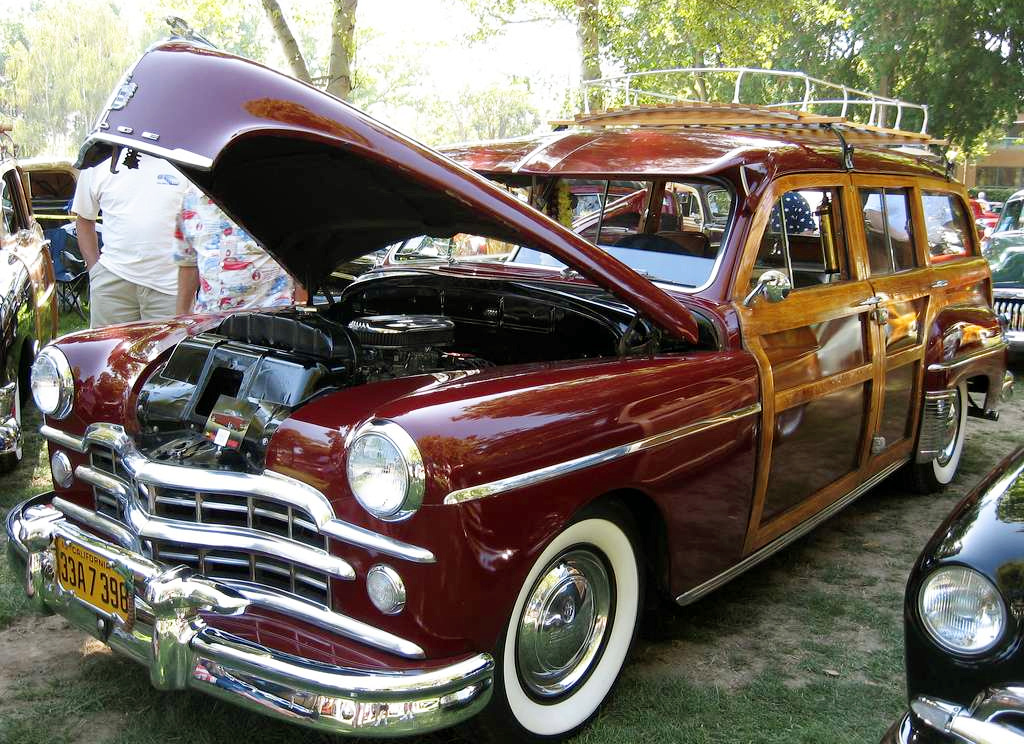
Break woody de 1949.

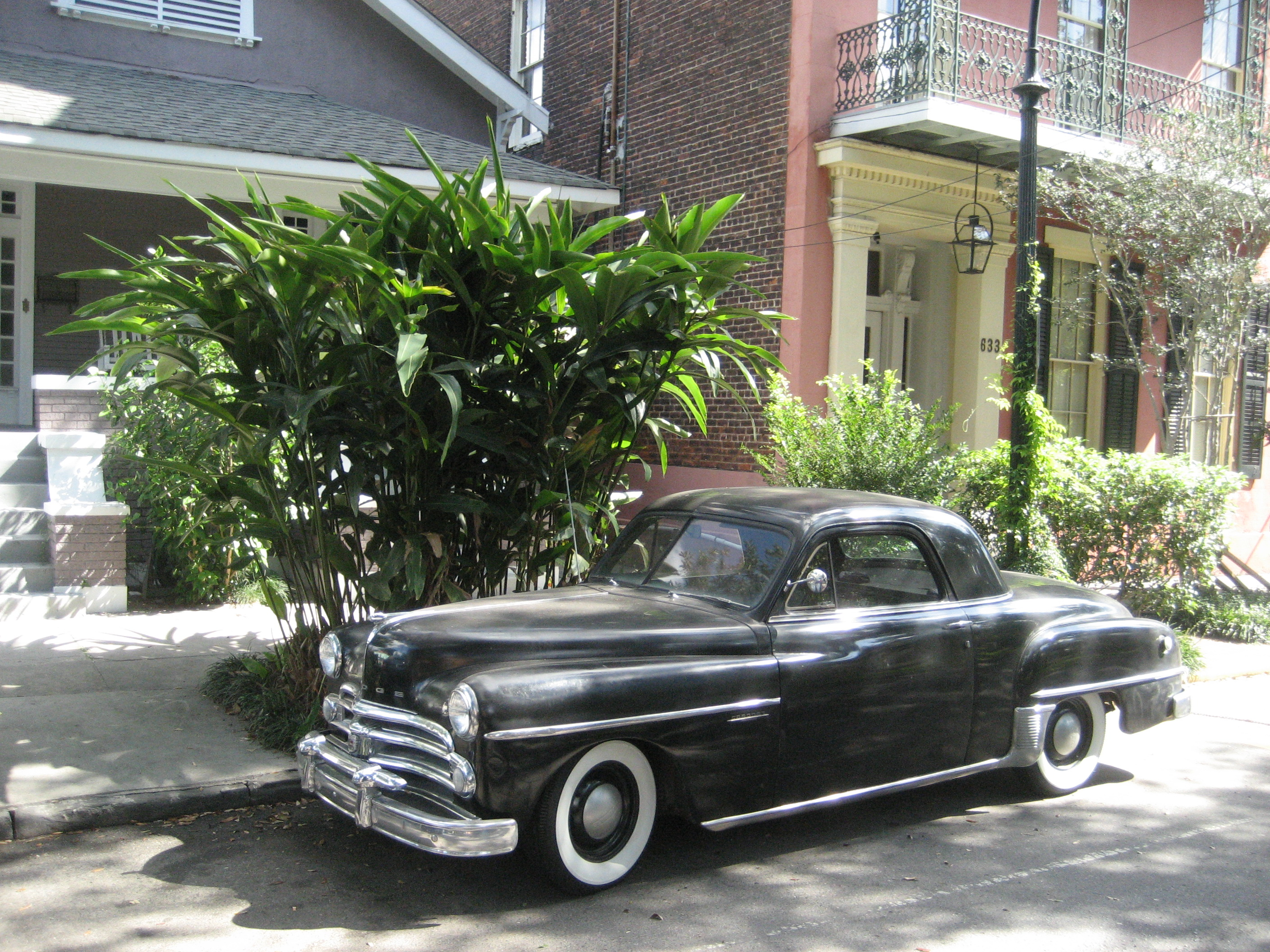
Coupé "business".

La Dodge Coronet est introduite avec les premiers styles de carrosserie d'après-guerre de la division. Les lignes de finition inférieures sont les Wayfarer et Meadowbrook, la Wayfarer étant construite sur un empattement plus court de 2 921 mm. Le seul moteur de Dodge est alors un moteur à six cylindres en ligne à tête plate de 3,8 L avec un carburateur Stromberg à un seul corps, produisant 104 ch (77 kW). La Dodge Coronet d'origine est une voiture qui fonctionnait bien, et le moteur six cylindres peut la propulser jusqu'à plus de 145 km/h. Il existe un modèle en production limitée, une limousine quatre portes et huit places, une version étendue de la Dodge Coronet d'origine. L'une des caractéristiques les plus notables de la Coronet de première génération est une transmission à trois vitesses à entraînement par fluide actionnée par une pédale au sol. Elle ne nécessite aucun levier de vitesse. Elle a une instrumentation complète et 94 cm d'espace pour la tête à l'avant et à l'arrière,.

### 1950
Les Dodge reçoivent un lifting pour 1950, mais comme les modèles de 1949, elles sont toujours divisées en lignes Wayfarer, Meadowbrook et Coronet. Les modèles de 1950 peuvent être facilement identifiés par la nouvelle conception de calandre qui comprend trois grosses barres horizontales. Les barres supérieure et inférieure forment une forme oblongue élégante. À l'intérieur de cette calandre oblongue se trouve une épaisse barre centrale avec des feux de stationnement à chaque extrémité et une grande plaque chromée au centre portant l'écusson Dodge. La longueur de la berline 8 places est de 5 507 mm.

### 1951-1952
Les Dodge connaissent un nouveau changement stylistique en 1951 mais cette fois, les voitures sont restées pratiquement inchangées pendant deux années modèle. Occupés à fabriquer des véhicules militaires à utiliser en Corée, Dodge choisit de ne pas consacrer de ressources précieuses à la refonte complète des véhicules civils. La gamme est toujours divisée en lignes Wayfarer, Meadowbrook et Coronet jusqu'en 1952 et, en 1953, la ligne Wayfarer est abandonnée. La calandre du modèle de 1951 est de forme similaire à la calandre de 1950, mais avec l'élimination de l'épaisse barre centrale verticale et l'ajout de six évents horizontaux entre les barres supérieure et centrale, un tout nouveau look est réalisé. Le Coronet Diplomat est le premier cabriolet à toit rigide de Dodge, avec un toit en acier sans montant inspiré de la Chrysler Newport contemporaine. Le compteur de vitesse est maintenant circulaire et les quatre autres jauges sont rectangulaires. Pour 1952, la Coronet a un volet de calandre inférieur peint.

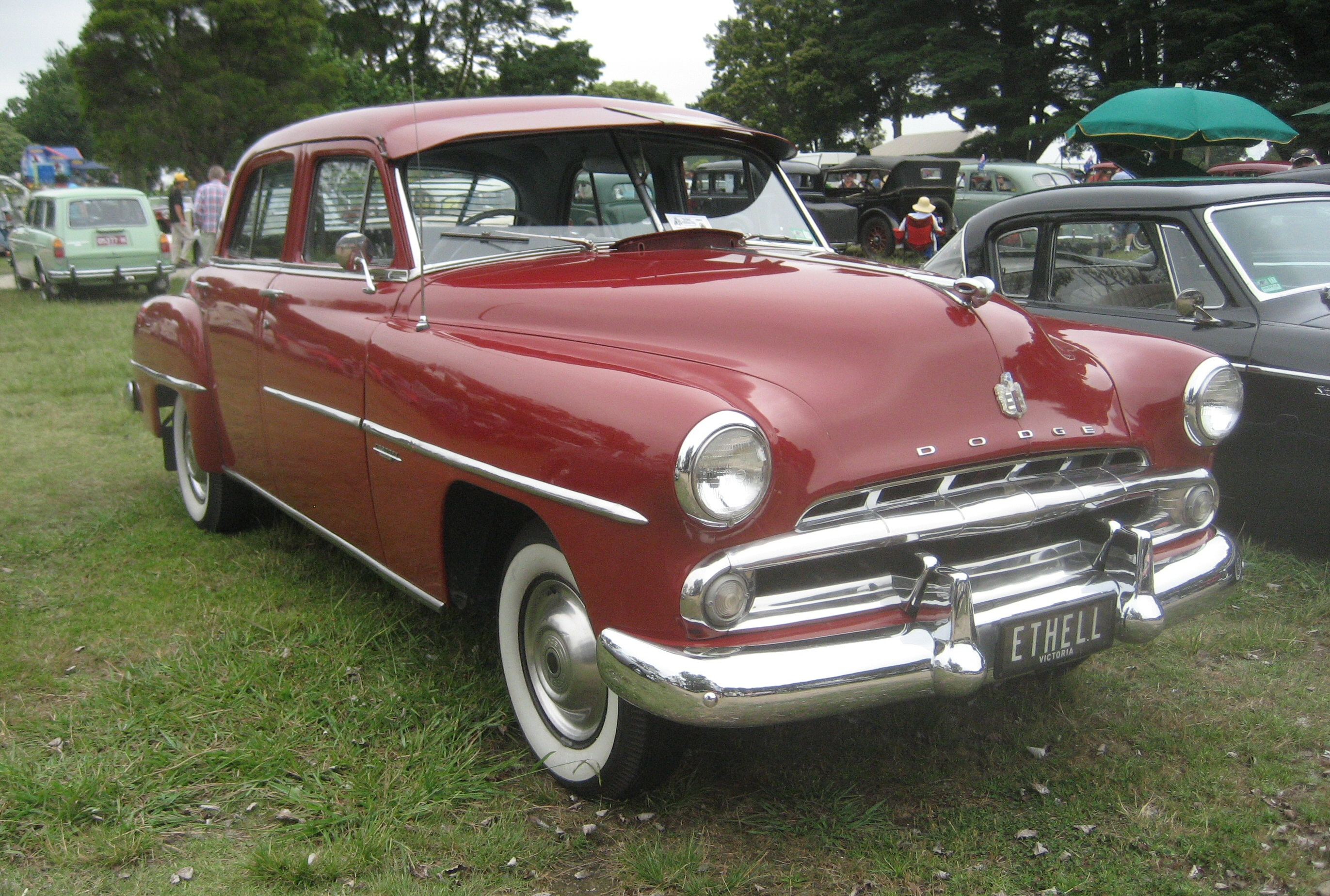
Berline de 1951.
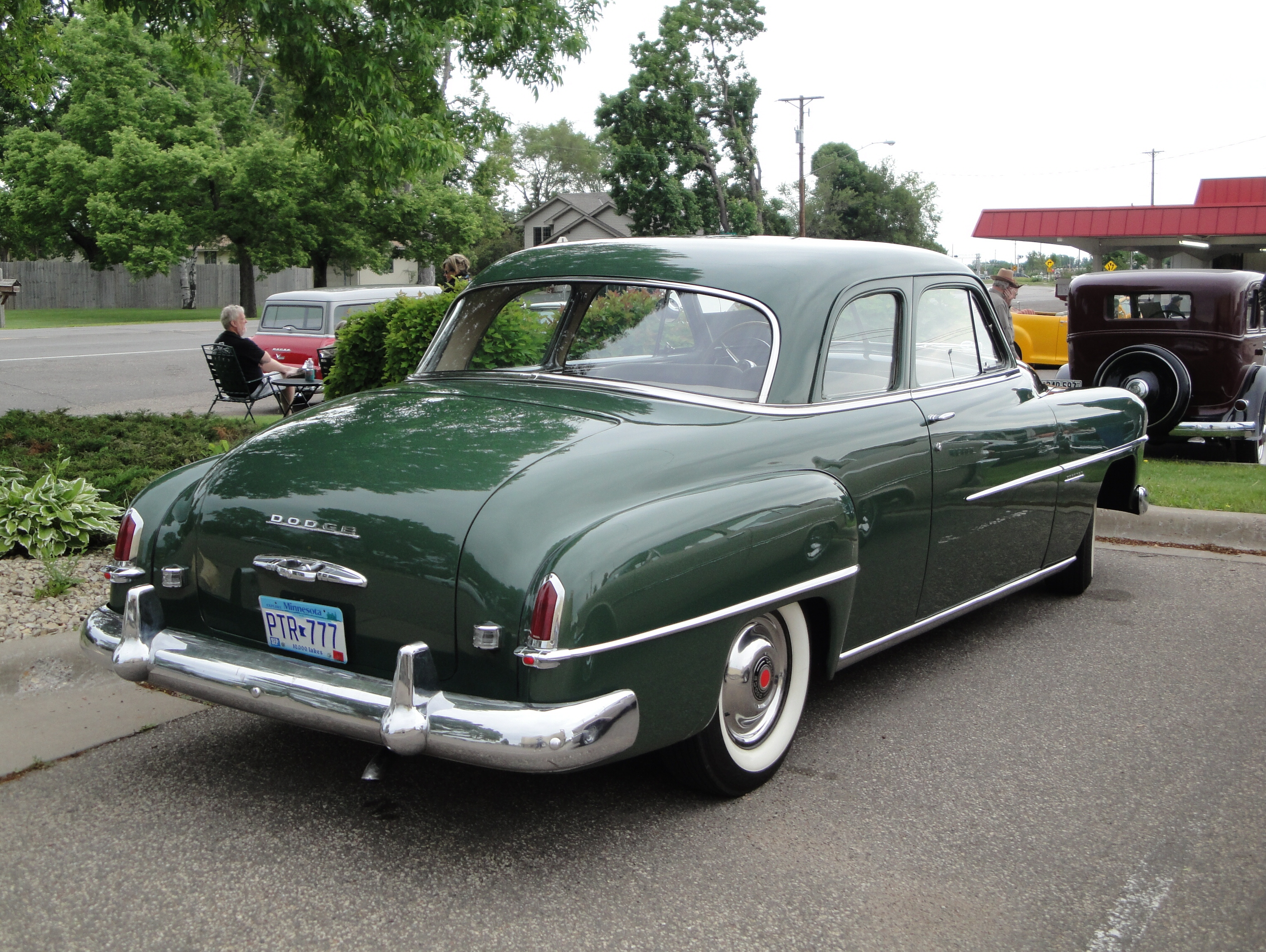
Coupé "club".
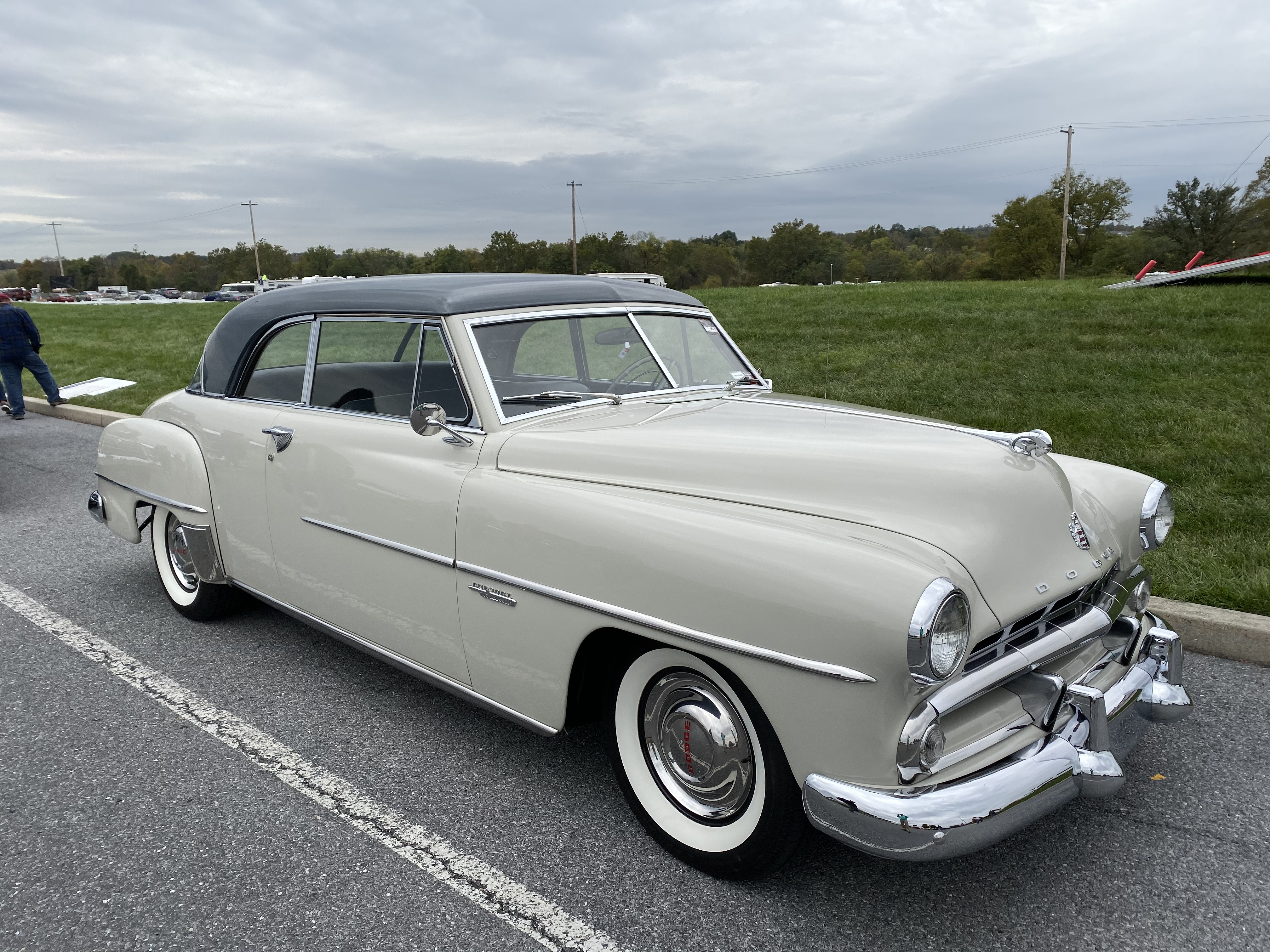
Coupé hardtop Coronet Diplomat.
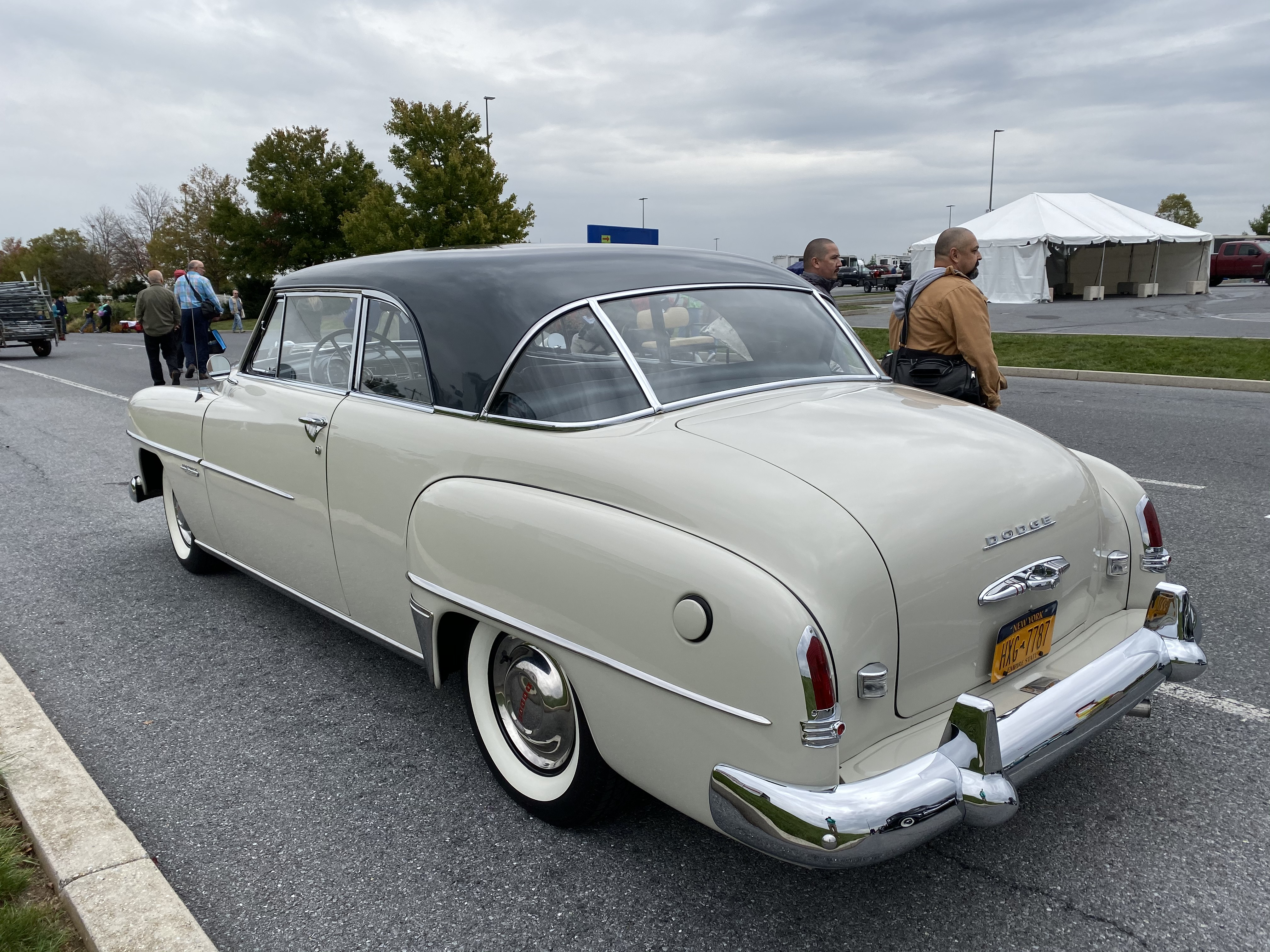
Vue arrière.

## Deuxième génération (1953-1954)

### 1953
Pour 1953, la Coronet est totalement repensée. Le modèle Coronet de l’année 1953 associe le moteur V8 Hemi à la légende : c’est une Coronet basée sur un Hemi de 3,9 L Red Ram qui bat alors cent records de vitesse sur le lac Salé de Bonneville. Le pare-brise est finalement devenu monobloc. Les essuie-glaces électriques sont de série, tandis que la radio coûte 83 $.

### 1954
La ligne Dodge Royal est ajoutée au-dessus de la Coronet en 1954. Dodge met plus de luxe dans tous ses modèles, notamment les lignes Meadowbrook, Coronet et Royal. Pourtant, les changements de style pour 1954 sont modestes. La moulure chromée sur la lèvre du capot est plus large que sur les modèles de 1953 et un grand montant chromé au centre de la calandre remplace les cinq séparateurs verticaux utilisés précédemment. Elle est toujours livrée avec une instrumentation complète. 1954 voit l'arrivée de la première transmission entièrement automatique de Chrysler, la PowerFlite à deux vitesses, offerte en option sur toutes les Dodge.

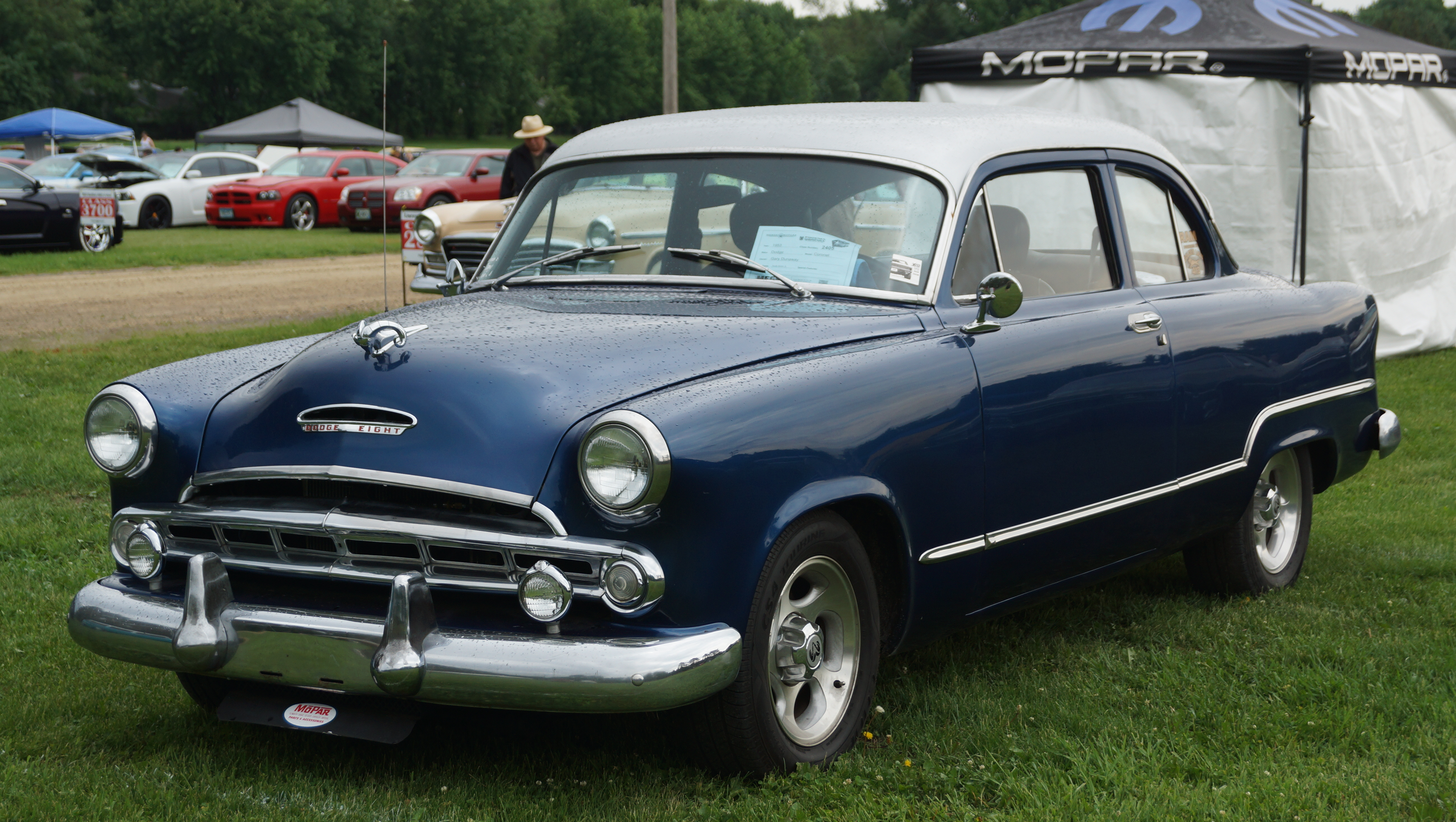
Coupé club (customisé).
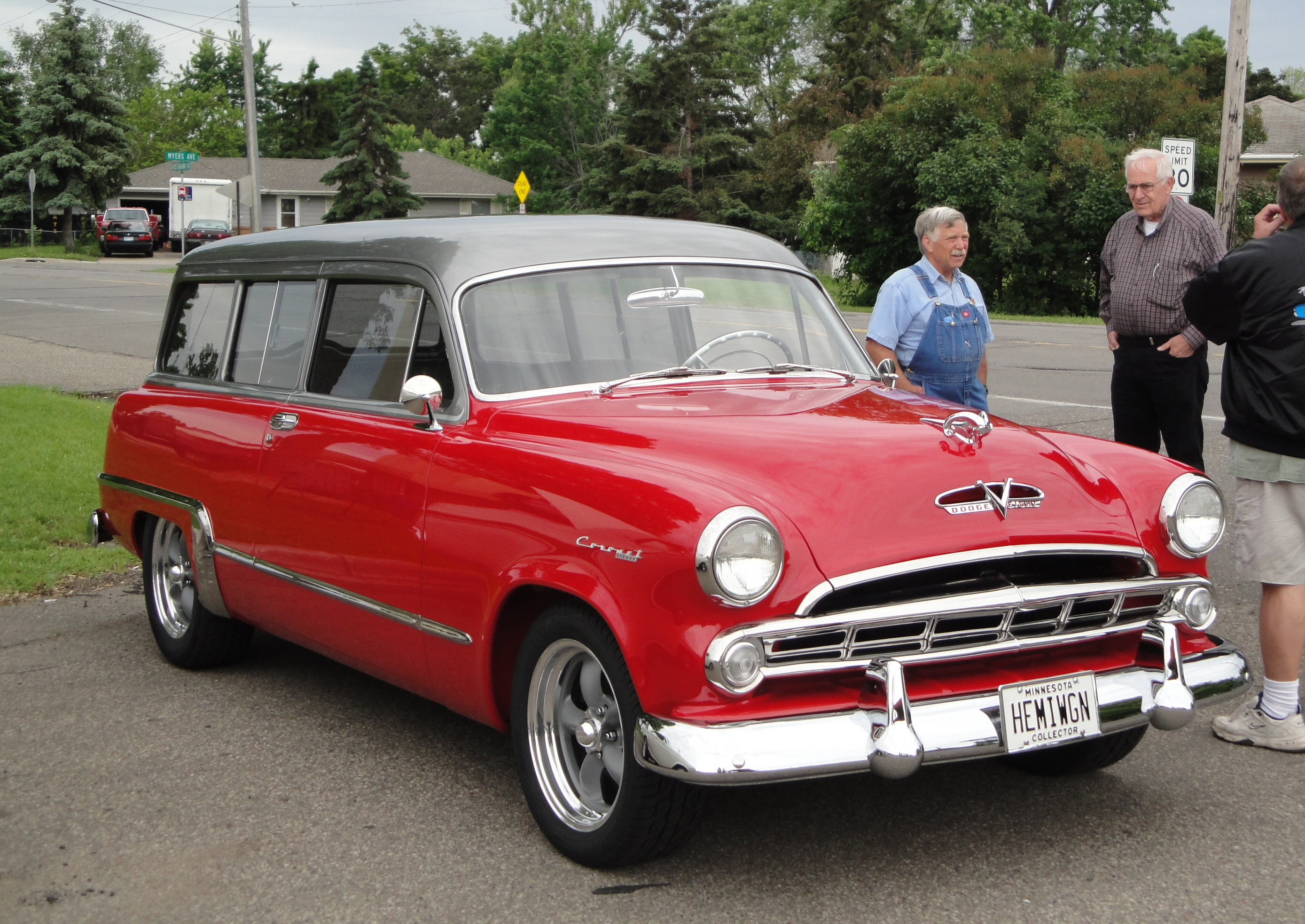
Break Coronet Sierra.
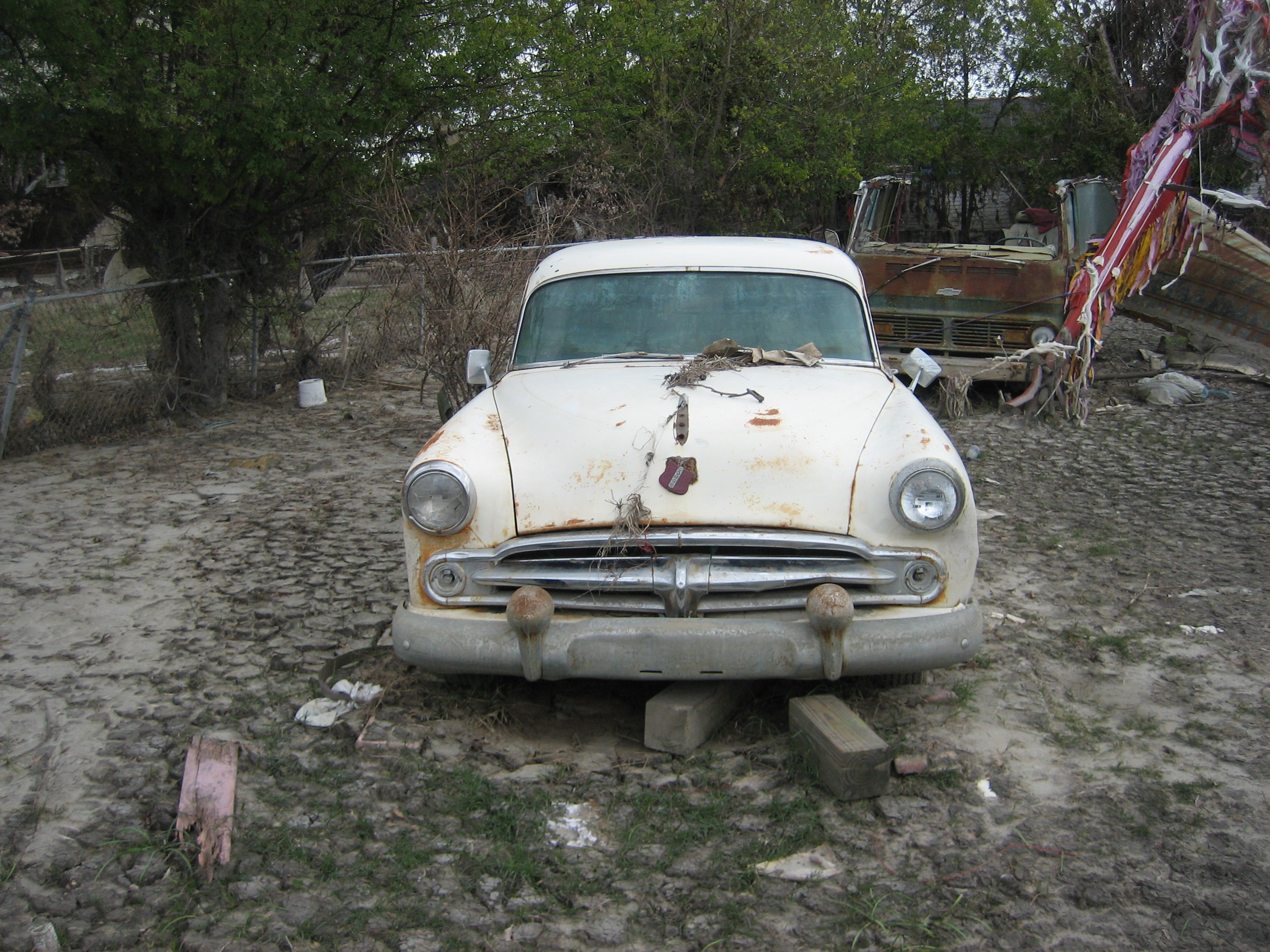
Berline de 1954.

## Troisième génération (1955-1956)

### 1955

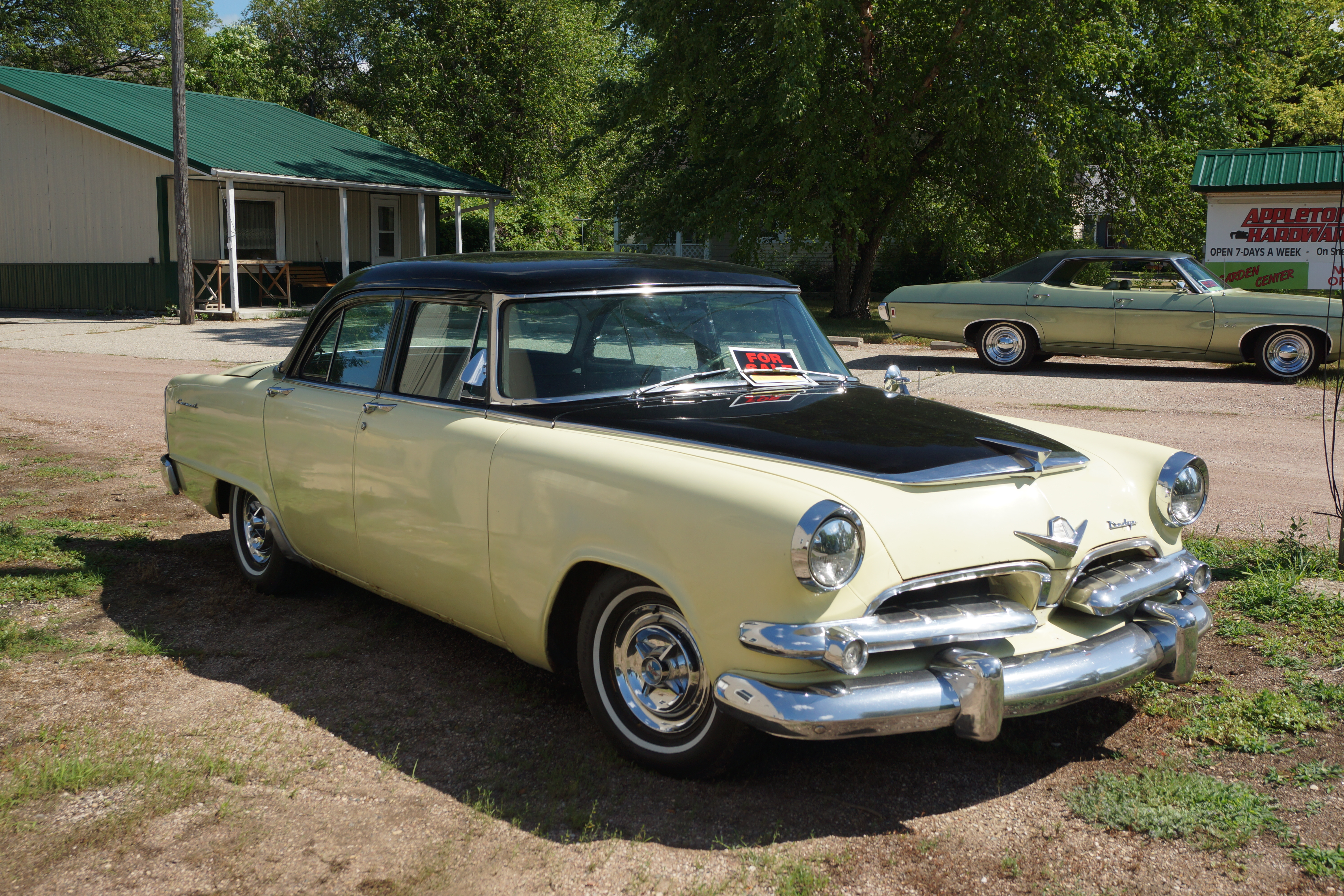
Coronet quatre portes de 1955.

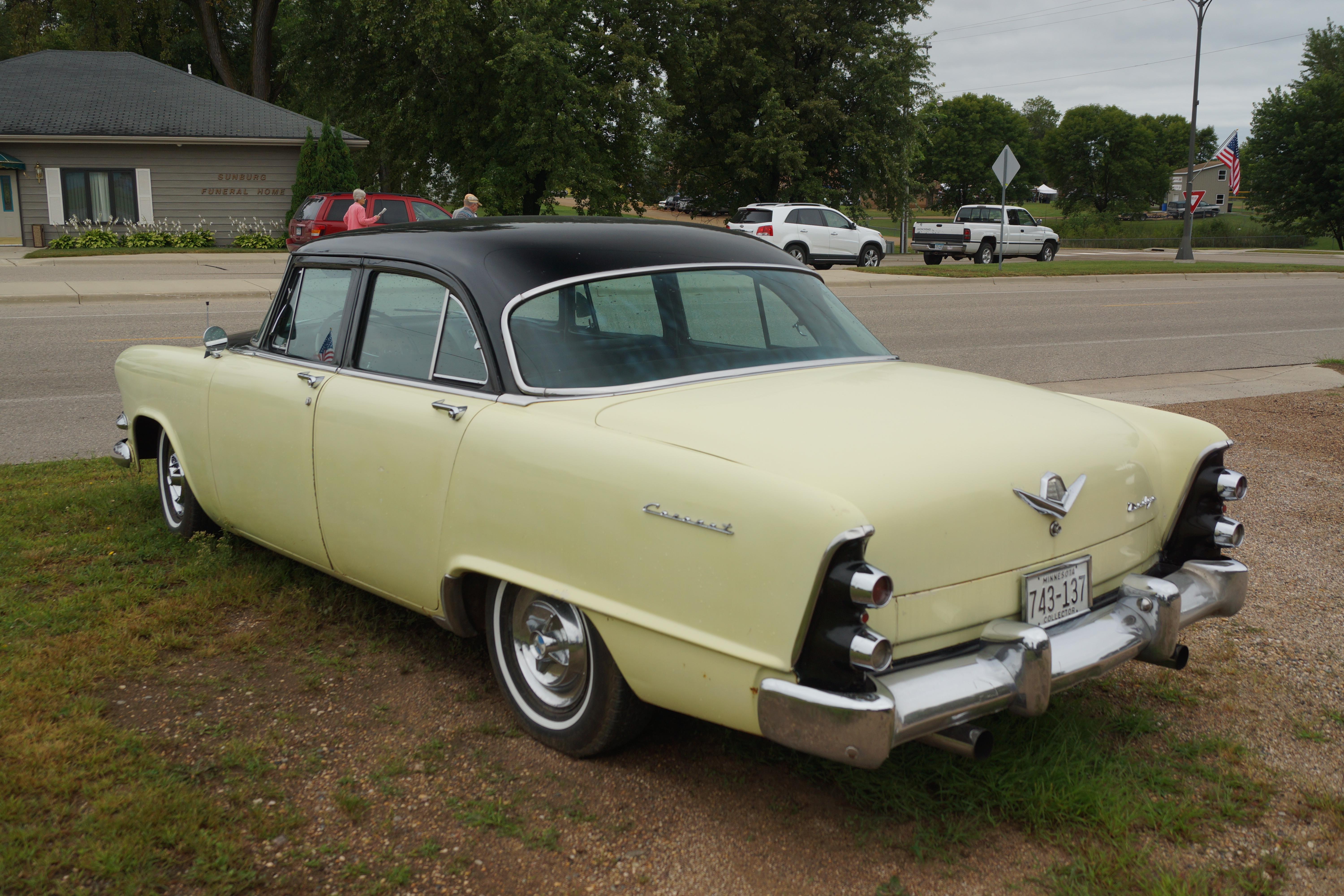
Ailerons.

La Coronet de l’année 1955 est le modèle d’entrée de gamme chez les concessionnaires Dodge : les noms Wayfarer et Meadowbrook ne sont plus utilisés et la Custom Royal est ajoutée au-dessus des Royal, Lancer et La Femme. Les carrosseries sont redessinées avec l'aide de Virgil Exner, nouvellement embauché, pour être plus basses, plus larges et plus longues que le style grumeleux d'avant-guerre, ce qui entraîne une forte augmentation des ventes par rapport à 1954. Les voitures sont mues par un moteur de 6 cylindres en ligne Chrysler Flathead de 3,8 L produisant maintenant 125 ch (92 kW) ou deux moteurs V8 : un Polyspheric de 4,4 L têtes (poly ou semi-hémi) produisant 177 ch (130 kW) et un de 5,2 L, le Hemi.
Les vitres électriques sont nouvelles L'empattement est de 1 966 mm et les voitures mesurent 3 476 mm de long. Une gamme variée est développée :
- 2 ou 4 portes break — La Coronet familiale utilise le nom Suburban et propose les moteurs V8 ou six cylindres en ligne ;
- hardtop coupé — Coronet Lancer avec moteur V8 ;
- 2 ou 4 portes berline — six ou huit cylindres ;
- 2 portes berline — six ou huit cylindres ;
- 4 portes, limousine 8 places.

### 1956

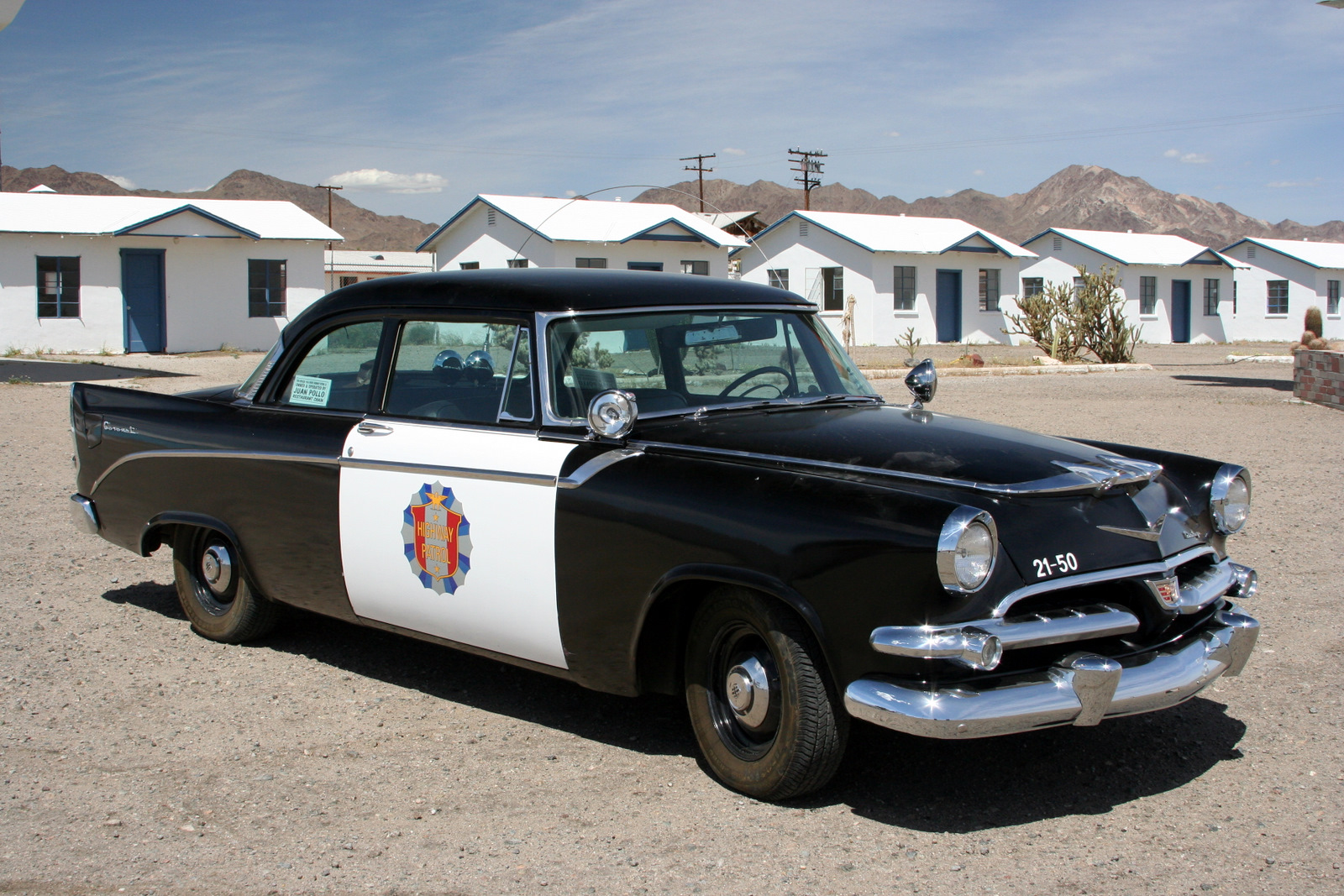
Coronet deux portes de 1955 aux couleurs de la California Highway Patrol.

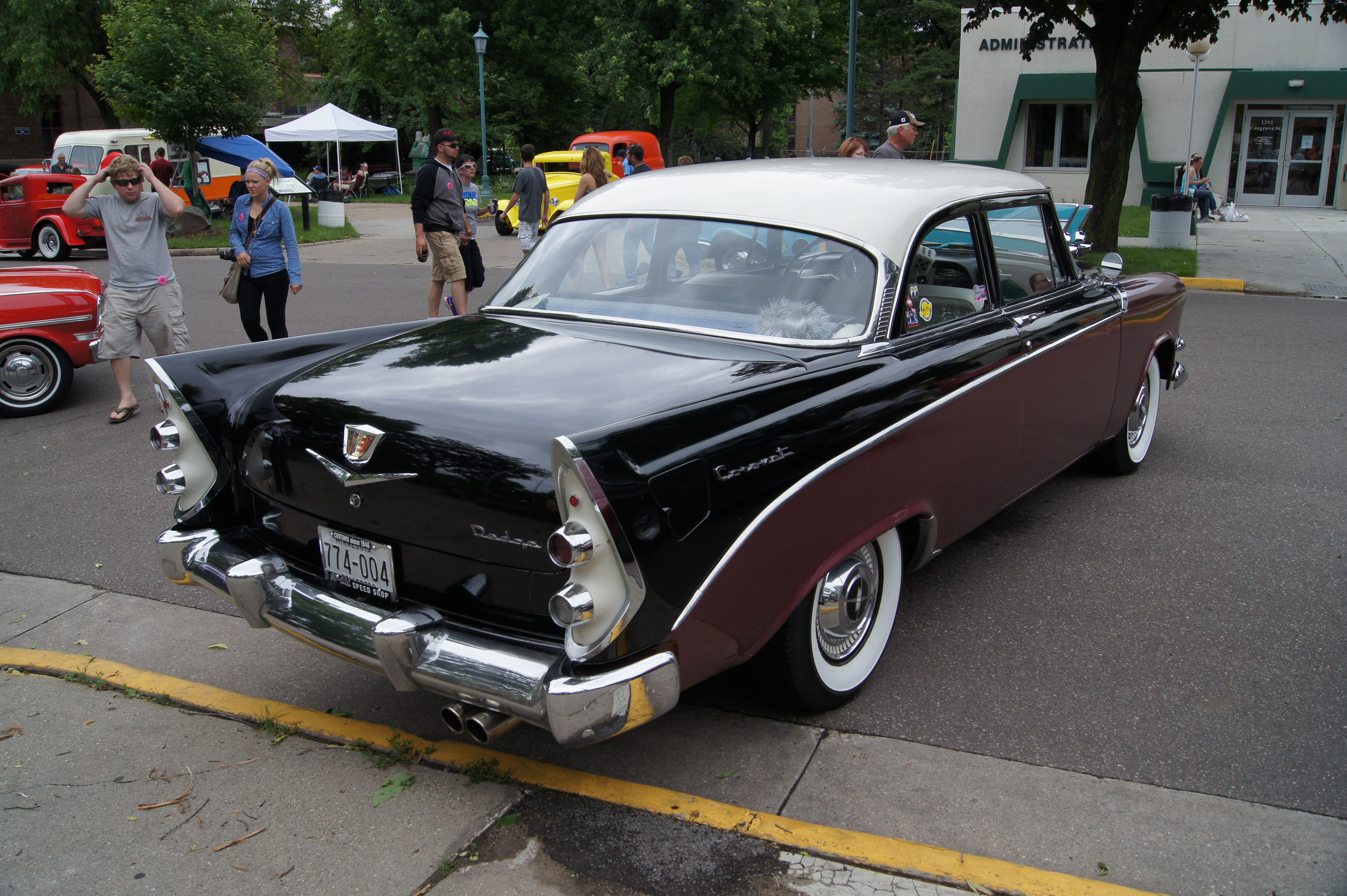
Ailerons proéminents.

Dernière année de ce style de carrosserie avant le changement de 1957 : les seules différences offertes en 1956 par rapport à l'année précédente sont les finitions et la nouvelle Dodge D-500. La D-500 est la première Dodge hautes performances fabriquée d'usine en l'honneur du modèle Super Stock (D-500-1), dont les seuls signes distinctifs externes sont de discrets drapeaux croisés et un lettrage 500 sur le capot et en bas du coffre arrière. Une finition D-500 est également disponible à la commande auprès des concessionnaires sur les modèles Coronet, y compris les break et les berlines deux portes. La version standard de la D-500 comprend un V8 de 5,2 L avec des têtes hémisphériques (contrairement aux autres V8 de Dodge qui utilisent des têtes polysphériques), un arbre à cames, des poussoirs de soupape, des tiges de poussée, un carburateur, un allumage et des pistons uniques. Avec un taux de compression de 9,25:1, un carburateur Carter WCFB à quatre corps et une distribution à deux points, la puissance maximale est de 264 ch (194 kW) tandis que le couple est de 450 N m. La D-500 reçoit an outre une suspension améliorée avec des ressorts hélicoïdaux avant rigides ; des amortisseurs Oriflow robustes, avec la même valve spécifique pour les voitures de police Dodge, sont montés dans les ressorts. Des unités similaires sont utilisées à l'arrière. La hauteur globale de la D-500 est inférieure de 38 mm par rapport à celle de son homologue standard. La D-500 est livrée en standard avec des roues de 15 × 5,5 pouces avec des pneus sans chambre à air de 7,60 × 15 pouces. Les serrures de sécurité sont nouvelles. La D-500-1 est la première 500 fabriquée pour la compétition NASCAR. La D-500-1 a une suspension encore plus rigide que la D-500. Sous le capot, le moteur reçoit des soupapes plus grosses (environ 18 % plus grandes), un arbre à cames pleine course et un collecteur d'admission à double rondin qui utilise deux carburateurs Carter WCFB à quatre corps et un plateau raboté pour une compression de 8,25:1. Tout cela pousse la puissance jusqu'à 289 ch (213 kW). C'est la voiture d'usine la plus rapide cette année.[réf. souhaitée]

## Quatrième génération (1957-1959)

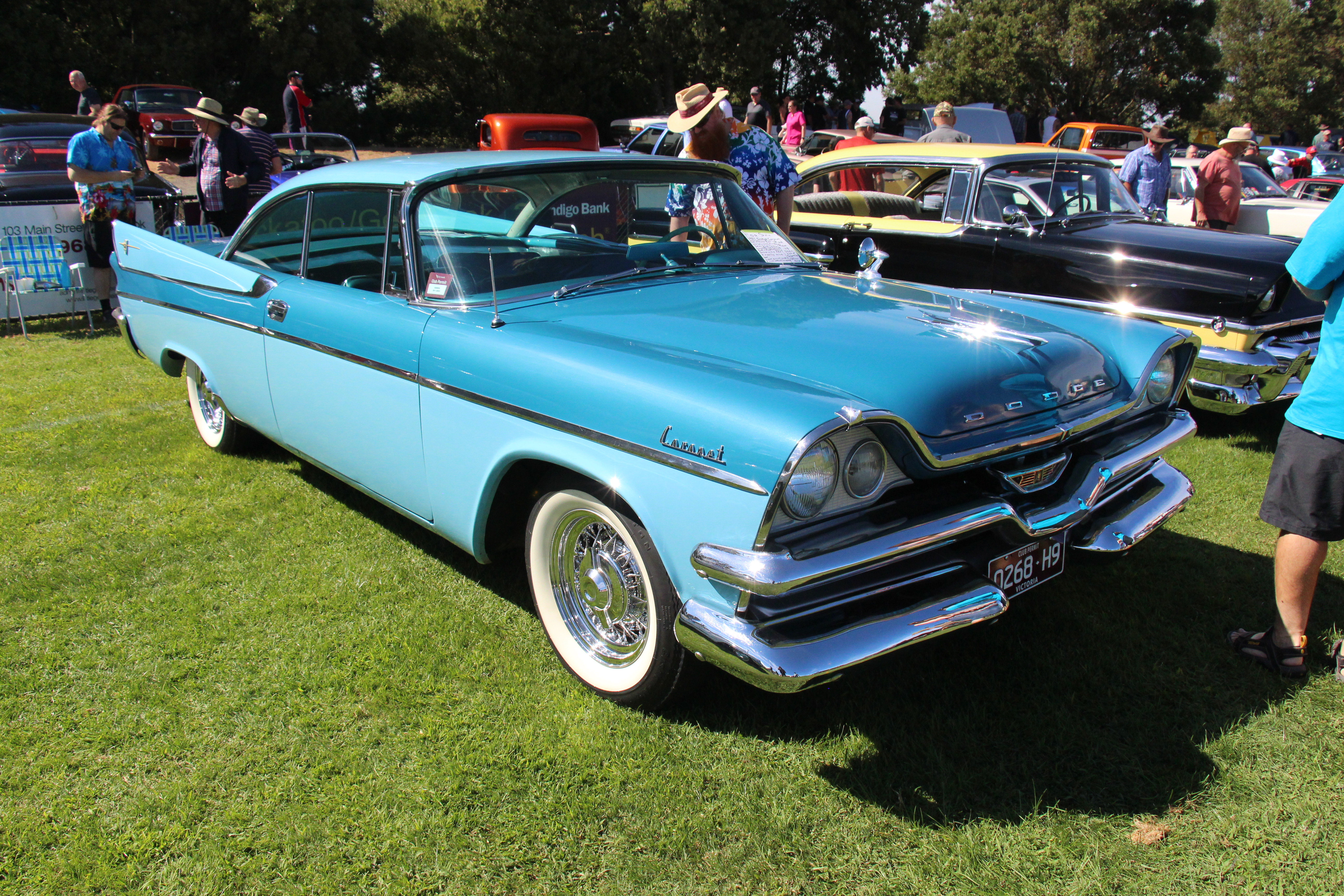
Dodge Coronet coupé hardtop "Lancer" de 1957.

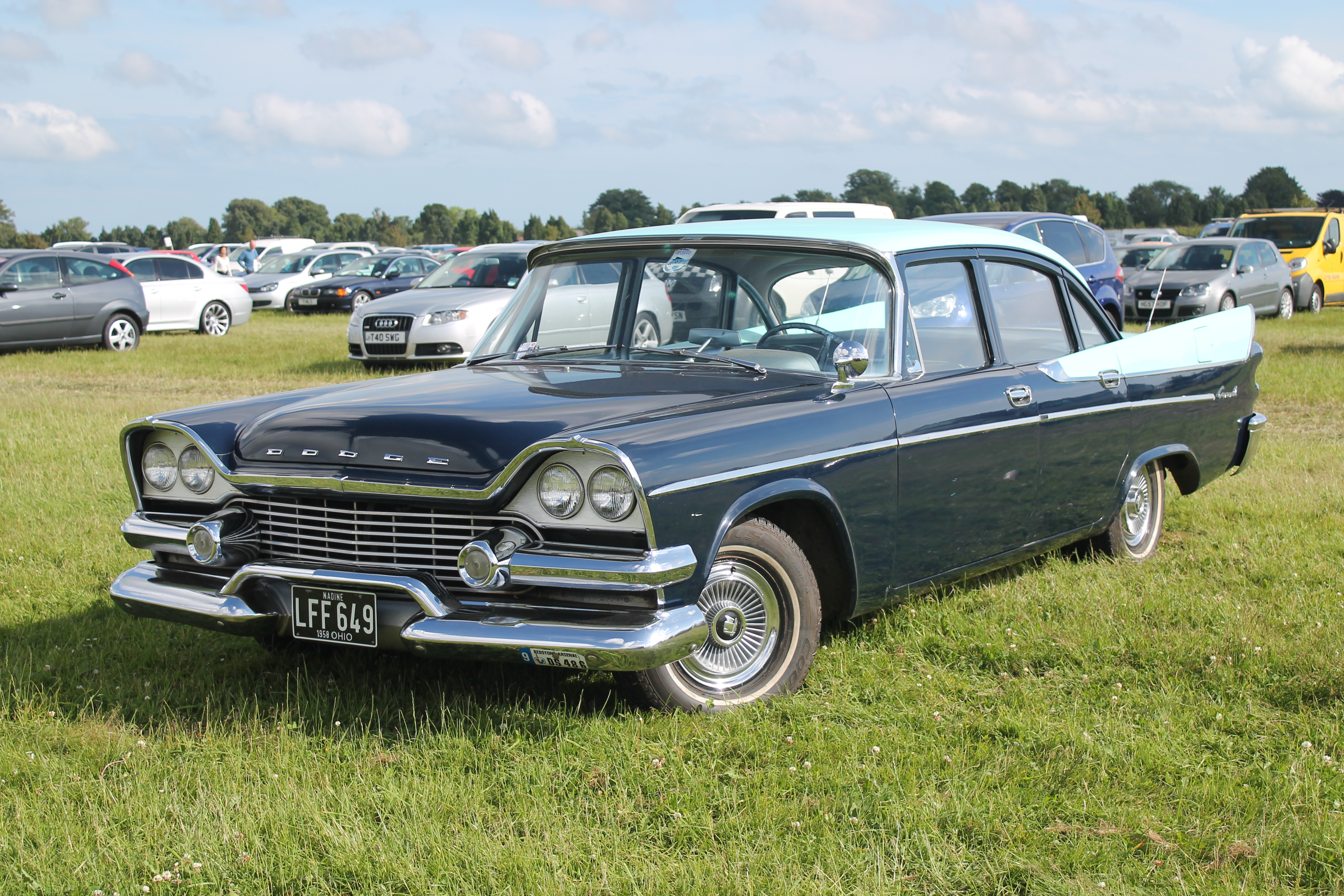
Berline de 1958.

La nouvelle D-501 fait ses débuts pour l'année-modèle 1957, qui remplace la D-500 de l'année précédente en tant que meilleure Coronet. La D-501 reçoit le moteur éprouvé V8 Hemi de Chrysler de 5,8 L, qui est en fait le moteur de la Chrysler 300B de production de 1956. Les arbres à cames des moteurs 392 Chrysler de 1957 sont installés dans les V8 354. Une paire de carburateurs Carter à quatre corps alimente un moteur au taux de compression de 10,0:1 pour produire 344 ch (254 kW). Parmi les autres changements, citons l'ajout de la suspension avant Torsion-Aire Ride (barre de torsion), d'une suspension renforcée avec amortisseurs robustes et d'une suspension arrière robuste à ressorts à lames. Un essieu arrière de 3,73:1 est standard avec la transmission manuelle à trois vitesses, mais les voitures à transmission automatique reçoivent un essieu arrière de 3,18:1. Il y a 13 essieux arrière disponibles en option, allant de 2,92:1 à 6,17:1. La D-501 est chaussée de pneus de 7,60 × 15 sur des roues de 15 × 8 pouces. Les freins sont des tambours de 305 mm de diamètre. Seules 101 D-501 sont produites. Un tableau de bord rembourré est optionnel.
Dans le numéro de septembre 1957 de Popular Mechanics, des propriétaires de Coronet six et huit cylindres sont interrogés. 37,6 % des propriétaires de six cylindres en ligne et 34,8 % des propriétaires de V8 se plaignent de trop de fuites d'eau. Lorsque PM teste la résistance à l'eau d'une Coronet V8, l'eau pénètre dans le moteur et s'accumule dans « deux puits de bougie » qui doivent être siphonnés avant que le moteur puisse à nouveau fonctionner avec tous les cylindres. Cependant, beaucoup aimaient le style extérieur et le confort de conduite. Le 0-97 km/h sur les modèles à 90 % d'octane d'essence est de 12,3 secondes.
Les Coronet, Royal, et Custom Royal des années 1958 et 1959 sont basés sur un châssis DeSoto mais portent moins d’ornements de carrosserie. La voiture est animée par un V6 Chrysler Flathead de 3,8 L ou un moteur V8 Red Ram de 5,3 L. En 1959, un modèle Silver Challenger est également proposé sur la gamme Coronet. Il s'agit d'un modèle à six cylindres ou V8 disponible uniquement en peinture argentée et uniquement sur une carrosserie deux portes. Elle est livrée avec de nombreuses fonctionnalités supplémentaires sans frais, telles que de la moquette à poils longs d'une extrémité à l'autre, des pneus et des enjoliveurs à parois blanches de qualité supérieure, des tissus de luxe, un intérieur amélioré et des essuie-glaces électriques. La longueur totale est augmentée à 552 mm.
La Dodge Custom Royal est également assemblée par Chrysler Australia du début de 1958 à 1960.
Pour faire connaître les freins à tambour à double tête avant à contact total de Dodge, une unité JATO est montée sur une Coronet de 1958 et conduite à grande vitesse sur le lac asséché d'El Mirage. Cette publicité télévisée est diffusée lors du Lawrence Welk Show[Quand ?] parrainé par Dodge.

### Dodge Silver Challenger de 1959

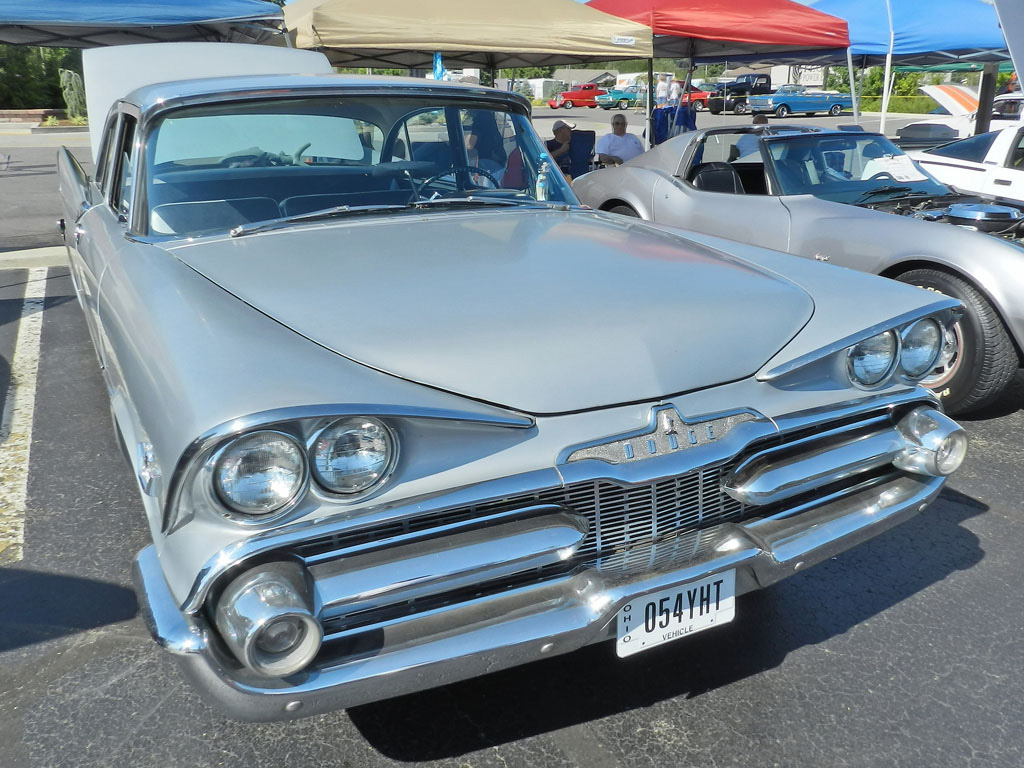
Berline deux portes "Silver Challenger".

La première voiture à porter le nom Challenger est présentée en édition limitée sous le nom de Dodge Silver Challenger Club Sedan, un ajout à la gamme de modèles Dodge Coronet (quatrième génération) de 1959 produite à Detroit, Michigan.
La Silver Challenger sort d'usine uniquement en peinture argentée et exclusivement en modèles deux portes de 5 522 mm de long, sur un empattement de 3 099 mm. Elle est disponible avec le moteur six cylindres en ligne « Getaway » de 3,8 L pour 2 297 $, ou le V8 « Red Ram » de 5,3 L pour 2 408 $. Cette voiture est commercialisée pour la saison de vente du printemps à destination des « acheteurs de voitures neuves qui attendaient le maximum pour le moins ». Une boîte manuelle à trois vitesses avec changement sur colonne est de série, et une boîte automatique en option.
La Silver Challenger de 1959 est commercialisée avec des fonctionnalités supplémentaires sans frais. Celles-ci comprennent des pneus à parois blanches de qualité supérieure, des enjoliveurs intégraux, des essuie-glaces électriques, ainsi qu'un intérieur amélioré avec un revêtement en vinyle métallique argenté et un tissu noir « Manchu », doubles accoudoirs et pare-soleil, ainsi que moquette à poils longs,.

## Cinquième génération (1965-1970)

### 1965-1967
Après une brève absence, le nom Coronet réapparaît en 1965 sur les carrosseries intermédiaires de Dodge, en utilisant un empattement de 2 972 mm, poursuivant ce qui a été la Dodge Polara, qui était de nouveau une full-size. Pour 1965, Dodge en vend un peu plus de 209 000 unités, faisant de la Coronet le modèle le plus populaire vendu par Dodge cette année-là. Les niveaux de finition sont initialement la Coronet de base, y compris une version Deluxe, la Coronet 440 et la Coronet 500.
La Coronet de base et la Deluxe sont disponibles en berlines deux portes, berlines quatre portes et break. Pour 1965 seulement, Dodge ne vend que 101 unités d'une version à empattement modifié de la berline Coronet deux portes de base et 440 hardtops, utilisées pour les courses NHRA de dragsters. Le modèle connu sous le nom d'A990 est livré avec une version de course du moteur 426 Hemi. La voiture A990 est dépouillée de tous ses accessoires et comprend de légers sièges baquets de base de la gamme de camions/fourgonnettes A100 de Dodge. Ces véhicules à empattement modifié deviennent finalement connus sous le nom populaire de « fun cars » en raison de leur espacement de roue unique. Les essieux avant et arrière sont considérablement avancés, plaçant les roues avant directement derrière le garde-boue avant, et les roues arrière presque sous l'endroit où le siège arrière est normalement placé : cette altération transfère du poids aux pneus arrière, augmentant la traction au lancement. Du terme populaire fun cars naît tout un genre de véhicules de course, qui existe à ce jour sous une forme très transformée. Ceintures de sécurité avant et tableau de bord rembourré sont de série.
Le milieu de la gamme Coronet est la 440, disponible en toit rigide à deux portes, cabriolet ou break. La désignation 440 n'indique pas la cylindrée du moteur comme on le suppose généralement (à la fois hier et aujourd'hui, ce qui a aidé les ventes dans une certaine mesure). La nomenclature est un thème reporté de la série Polara de 1963-1964. Le sommet de la gamme Coronet est la Coronet 500, disponible uniquement en version toit rigide à deux portes ou cabriolet en 1965. Un peu plus de 33 300 unités sont vendues en 1965 et comprennent de série un moteur V8 de 4,5 L, des garnitures et des badges extérieurs, des sièges baquets, un tableau de bord rembourré et une console au plancher chromée. Les Coronet sont fabriquées à l'usine d'assemblage de Chrysler à Los Angeles, à l'usine d'assemblage de Lynch Road à Detroit et à l'usine de St. Louis au Missouri. Les moteurs proposés pour 1965 incluent le Slant-Six 225 de base, 273, 318 (Polyhead), 361 (la dernière année pour ce gros bloc moteur était 1966), 383 et 426 dans plusieurs choix de CV (le 383 existe dans une version spéciale évaluée à 330 CV). Les brochures de vente répertorient les 413 (dernière année) comme disponibles, mais aucun enregistrement de ce moteur, couramment utilisé dans les Imperial, n'atteste de son installation dans des Coronet pour 1965. Un tachymètre est optionnel.
Ces voitures reçoivent entre autres une nouvelle calandre et quelques modifications esthétiques en 1966. En 1966, une Coronet 500 quatre portes est ajoutée, appelée Coronet 500 SE (Special Edition). Elle porte des logos spéciaux SE sur les montants C et sur le dossier des sièges. Il n'y aurait pas de Coronet 500 break avant 1968. La Coronet reçoit une refonte en 1966 et un lifting en 1967. Les niveaux de finition sont initialement Coronet de base, Coronet 440 et Coronet 500. En 1966, la Coronet Deluxe est introduite, s'insérant entre la Coronet de base et la Coronet 440. La Coronet R/T est introduite en 1967.
La Coronet R/T est disponible en version hardtop à deux portes ou convertible. Le moteur standard est le plus gros de Chrysler, le V8 440, poussé à 380 ch (280 kW) et baptisé « Magnum ». Le seul moteur optionnel est le Hemi 426, maintenant dans sa deuxième année en version « Street » et à nouveau évalué à 431 ch (317 kW). Il ajoute 908 $ à la facture d'achat. La transmission est assurée, au choix, par l'excellente boîte automatique à trois vitesses TorqueFlite de Mopar ou une boîte manuelle à quatre vitesses.
Lorsque le Hemi 426 est mis à la disposition du grand public pour l'année modèle 1966, il peut être commandé pour n'importe quel modèle ou niveau de finition de la Coronet. Aucun break Coronet propulsé par un moteur Hemi n'est attesté mais quelques berlines Coronet Deluxe quatre portes existent. Un total de seulement 136 Coronet 500 Hemi Street sont construites en 1966. À partir de 1967, Chrysler décide que le Hemi ne devrait être disponible que dans leurs muscle cars, les Dodge Charger, Coronet R/T et Plymouth Belvedere GTX. L'option de moteur supérieure pour le reste de la gamme Coronet était censée être le V8 383 à 4 corps. Malgré cela, des berlines Coronet Deluxe de 1967 à propulsion Hemi sont produites. Il existe également une Coronet 440 à toit rigide deux portes de 1967 à propulsion Hemi et une Coronet 500 à toit rigide deux portes de 1967 à propulsion Hemi, qui ne fait pas partie des 55 voitures Super Stock WO23 produites pour les coureurs Dodge de dragsters.

### 1968-1969
Un modèle plus grand, plus large vient les remplacer en 1968, avec un design rappelant la forme d'une bouteille de Coca-Cola. Un puissant moteur de 6,4 L équipant le modèle 440 est apparu l’année modèle 1969. Des déclinaisons hardtop deux portes et décapotable sont ajoutés au catalogue pour cette année 1969.

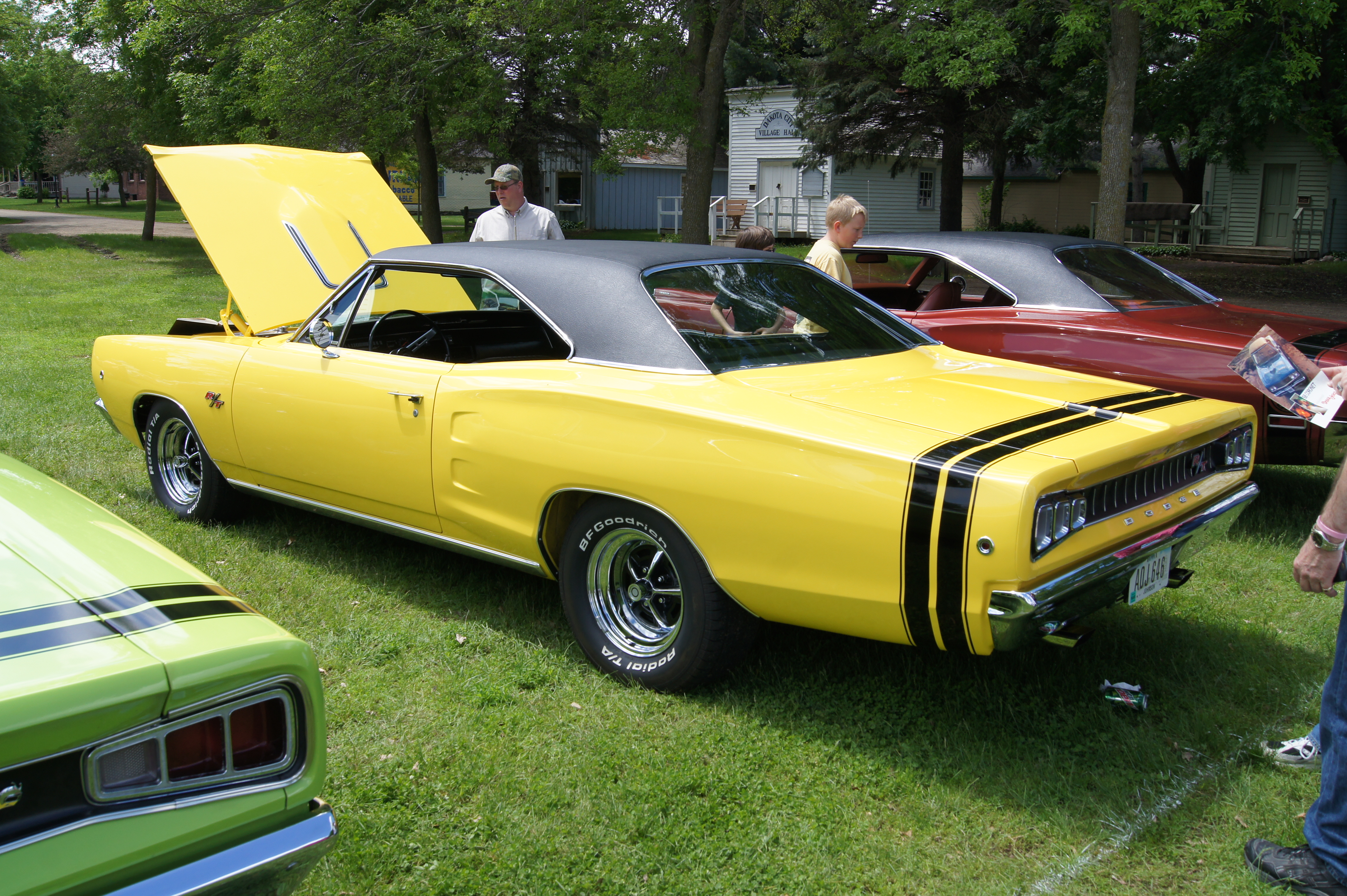
Dodge Coronet R/T 1968

Les Coronet et leurs jumelles Plymouth Belvedere ont reçu une refonte complète en 1968, tout comme la Dodge Charger, qui partageait la plate-forme B. Il y a eu un léger lifting en 1970. Les niveaux de finition comprenaient initialement la Coronet de base, la Coronet Deluxe, la Coronet 440, la Coronet 500 et la Coronet R/T. La Coronet Super Bee a été présentée au début de 1968 en tant que compagne de la Plymouth Road Runner. Conformément à la position de Dodge comme étant au-dessus de Plymouth, la Super Bee partageait le groupe d'instruments de la Charger Rallye et la finition du panneau arrière de la Coronet 440.
Comme en 1967, le V8 RB 440 n'était disponible que dans la Coronet R/T en 1968. Les R/T et Super Bee pouvaient alors être commandées avec l’option 426-S : les modifications consistent en l'adoption d'un moteur V8 Hemi de 7,0 litres, mais deux Coronet 440 de 1968 sont connues pour avoir été construites avec ce moteur. La puissance est réglée à 365 ch (272 kW) et le couple brut est de 637 N m. 
Au milieu de 1969, la finition A12 a été introduite sur la Super Bee. Le moteur de 440 avec un seul carburateur 2 corps Holley sur un collecteur d'admission en aluminium n’a été disponible que pour cette année 1969. Annoncé à 390 ch (291 kW), le 440 développe réellement 420 ch (313 kW). La finition A12 comprend aussi un capot amovible en fibre de verre noir fixé avec des épingles métalliques, une suspension robuste et des roues en acier de 15 pouces sans enjoliveurs. Le capot a une écope orientée vers l'avant qui se scelle à l'ensemble du filtre à air et portait un décalque de chaque côté avec les mots SIX PACK en lettres rouges, nom utilisé pour la configuration à induction de 6 corps lorsqu'elle est installée sur une Dodge (Plymouth marquait 440 6bbl sur les Road Runner A12). La Super Bee A12 peut être utilisée avec la plupart des options de la Super Bee, à l'exception de la climatisation et des ensembles pneus-roues. L'option A12 n'est une finition que pour 1969, mais le moteur 440 6 corps revient en 1970 en tant que moteur en option sur la Super Bee et la Coronet R/T.

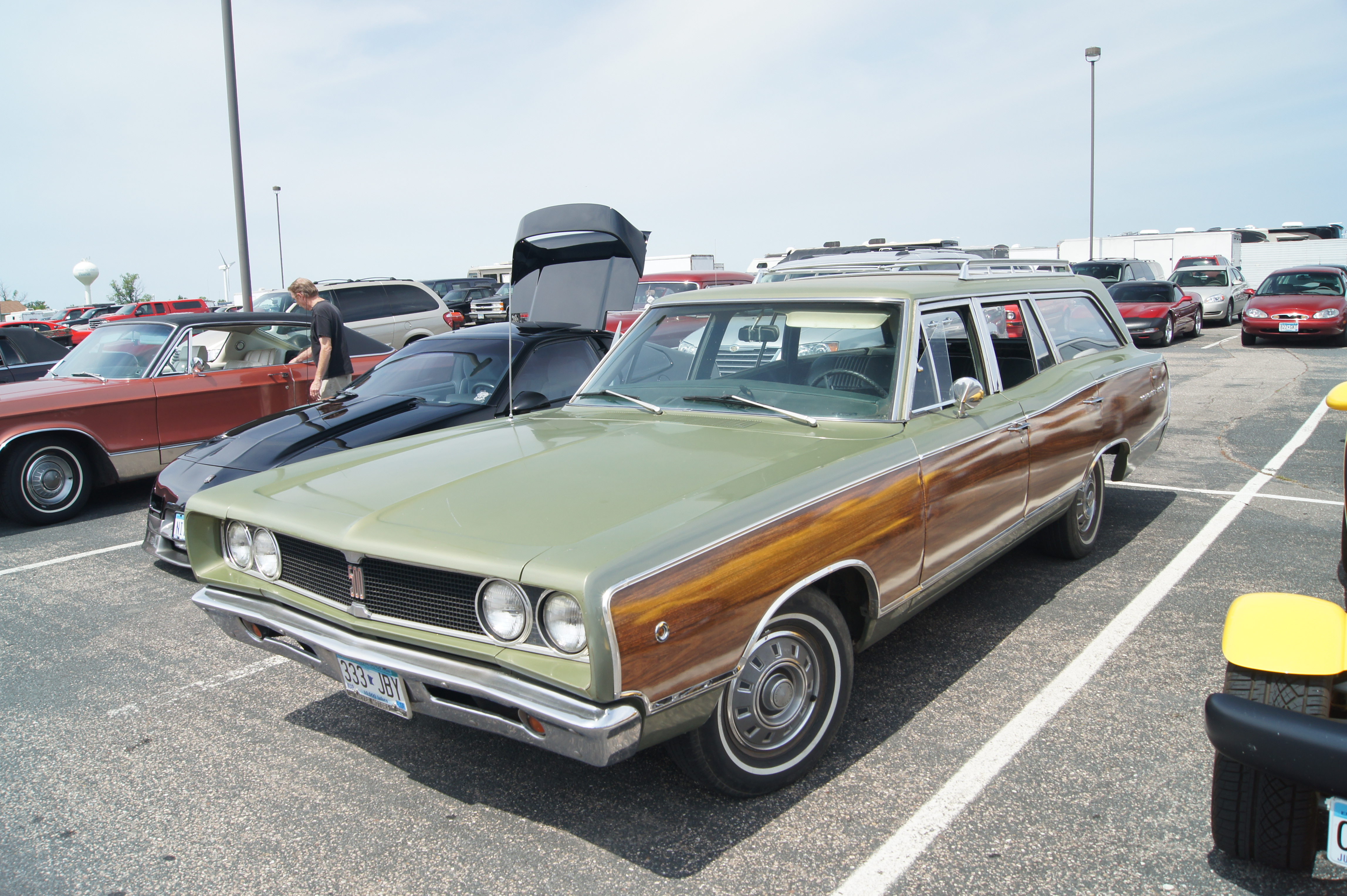
Dodge Coronet 500 Break 1968

La Coronet de base et la Deluxe sont disponibles en coupés 2 portes, berlines 4 portes ou break. La Coronet de base est abandonnée en 1969, laissant la Deluxe comme niveau de finition le plus bas jusqu'en 1970. Le cabriolet Coronet 440 est abandonné pour 1968 mais sont ajoutés un coupé 2 portes avec toit rigide et 2 portes, la berline 4 portes et le break. Ces modèles constituent la gamme jusqu'en 1970. La Coronet 500 conserve le toit rigide 2 portes, le cabriolet et la berline 4 portes jusqu'en 1970. Un break Coronet 500 fait ses débuts en 1968, se poursuivant jusqu'en 1970. Des garnitures en similibois sont de série sur le break Coronet 500.
En tout 114 755 exemplaires ont été fabriqués par Dodge dont 33 258 berlines.
Le toit rigide et le cabriolet Coronet R/T à 2 portes sont produits jusqu'en 1970.
La Super Bee n'est disponible qu'en coupé 2 portes ou toit rigide 2 portes. Chrysler présente un cabriolet avec des rayures Super Bee lors de salons automobiles en 1968, mais ne l'a jamais proposé comme modèle de production. Certains passionnés ont créé des cabriolets Super Bee « fantômes » en ajoutant une garniture et des rayures appropriées à des cabriolets Coronet 500.
La Dodge Super Bee est une muscle car à production limitée de la division Dodge, fabriquée de 1968 à 1971. La Super Bee originale est basée sur la Dodge Coronet, en modèle à 2 portes uniquement et produite de 1968 à 1970. C'était la muscle car à bas prix de Dodge, équivalente de la Plymouth Road Runner, au prix de 3 027 $. Disponible avec le moteur Hemi, cette option augmente le prix de 33 % et seulement 125 modèles ont été vendus avec cette option de moteur. La Super Bee comprend une suspension robuste, une transmission manuelle à quatre vitesses Mopar A-833 en option, avec des pneus haute performance et une bande (avec un logo d'abeille) enroulée autour de l'arrière de la voiture. Le nom « Super Bee », littéralement « super abeille » mais prononcé comme « super B », vient de la désignation de carrosserie « B », posée sur les voitures de taille moyenne de Chrysler dont la Coronet.
Une version « six-pack » (trois carburateurs à deux corps) du moteur 440 est ajoutée à la liste au milieu de l'année. Ce moteur se place entre le moteur standard et le Hemi, en option, à 463 $. L'année modèle 1969 offre à ses clients plusieurs moteurs parmi lesquels choisir : le moteur de base de 383 ch (hautes performances), le six pack 440 et le V8 Hemi 426. Le Magnum 440 (4 corps) n'est pas disponible en option et est réservé à la Coronet R/T.

### 1970
En 1970, la Coronet reçoit un restylage avec un dessin frontal différent qui consiste en une double calandre ovale appelée « ailes de bourdon ». La carrosserie est de type monocoque et reçoit une protection anti-corrosion en 7 étapes. Malgré le nouveau look, les moteurs, ainsi que le capot « ramcharger » pour la R/T (qui est repris du modèle de 1969), les ventes chutent.

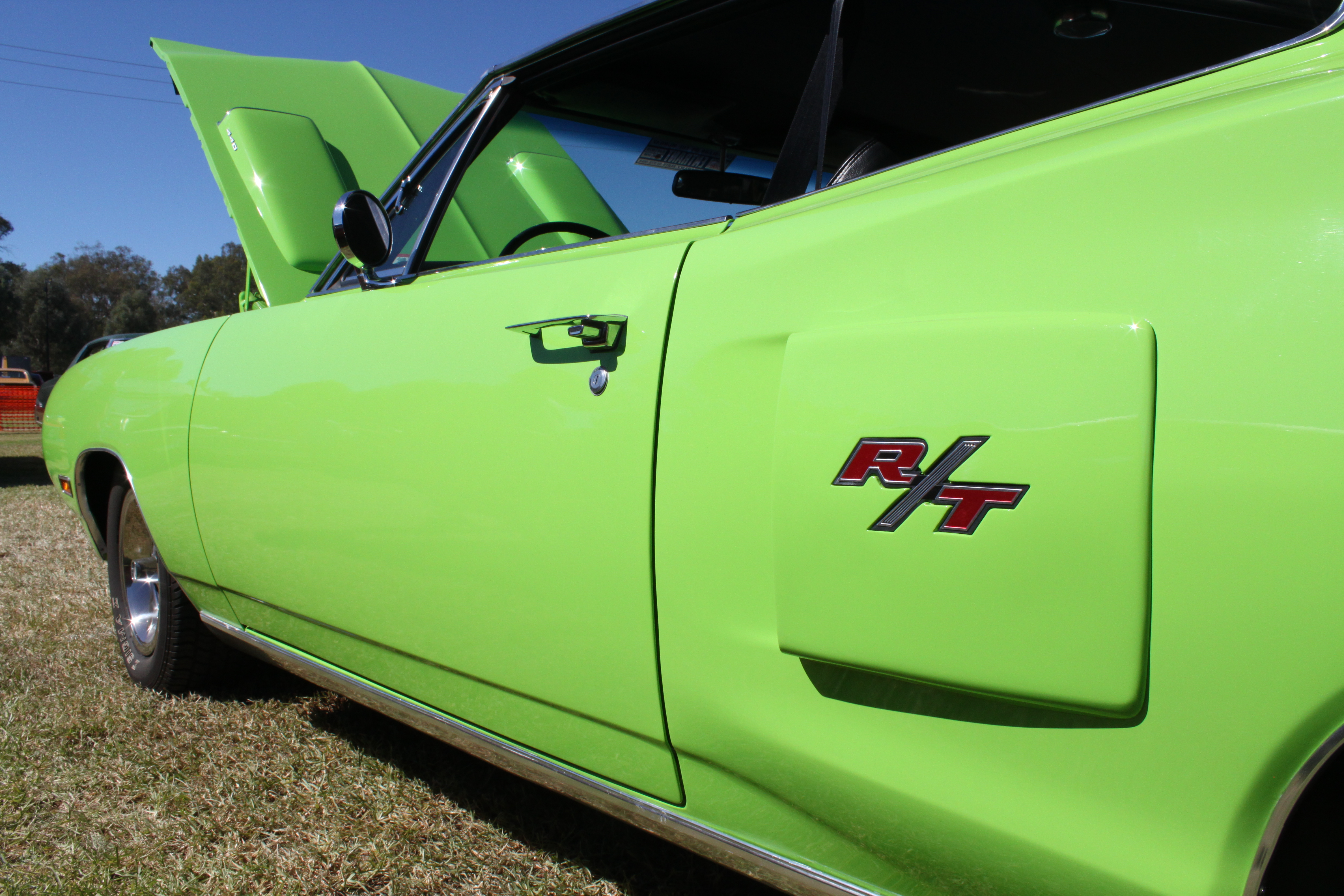
Ecopes latéral de la R/T 1970

La Coronet R/T est disponible avec 3 moteurs : le 440 Magnum, le 440 SixPack et le 426 Hemi. Ces moteurs était associés au choix avec la boîte automatique Torqueflite à 3 rapports ou la boîte manuelle Hemi à 4 rapports avec son levier de vitesse de type "poignée de mitrailleuse". Pour transmettre la puissance à la route, elle était équipé d'une suspension Hemi avec barres de torsion, ressorts à lames décalés et barres stabilisatrice à l'avant. Le style de la R/T se caractérise par des écopes latérales à l'arrière, une bande "bumble bee", et un capot moteur avec deux écopes fonctionnelles surnommé "Power Bulge" ou "Ramcharger". 2615 R/T furent vendue.
La version la plus vendue en 1970 fût la 440 Sedan. (2670$ en 6 cylindres et 2773$ en V8).  
Le prix de vente pouvait être fortement modifié selon les options coché au catalogue.
Parmi les équipement optionnelle figurent : ceinture de sécurité arrière, 
13 couleurs plus 5 optionnel était disponible avec la possibilité de teintes bi ton. 

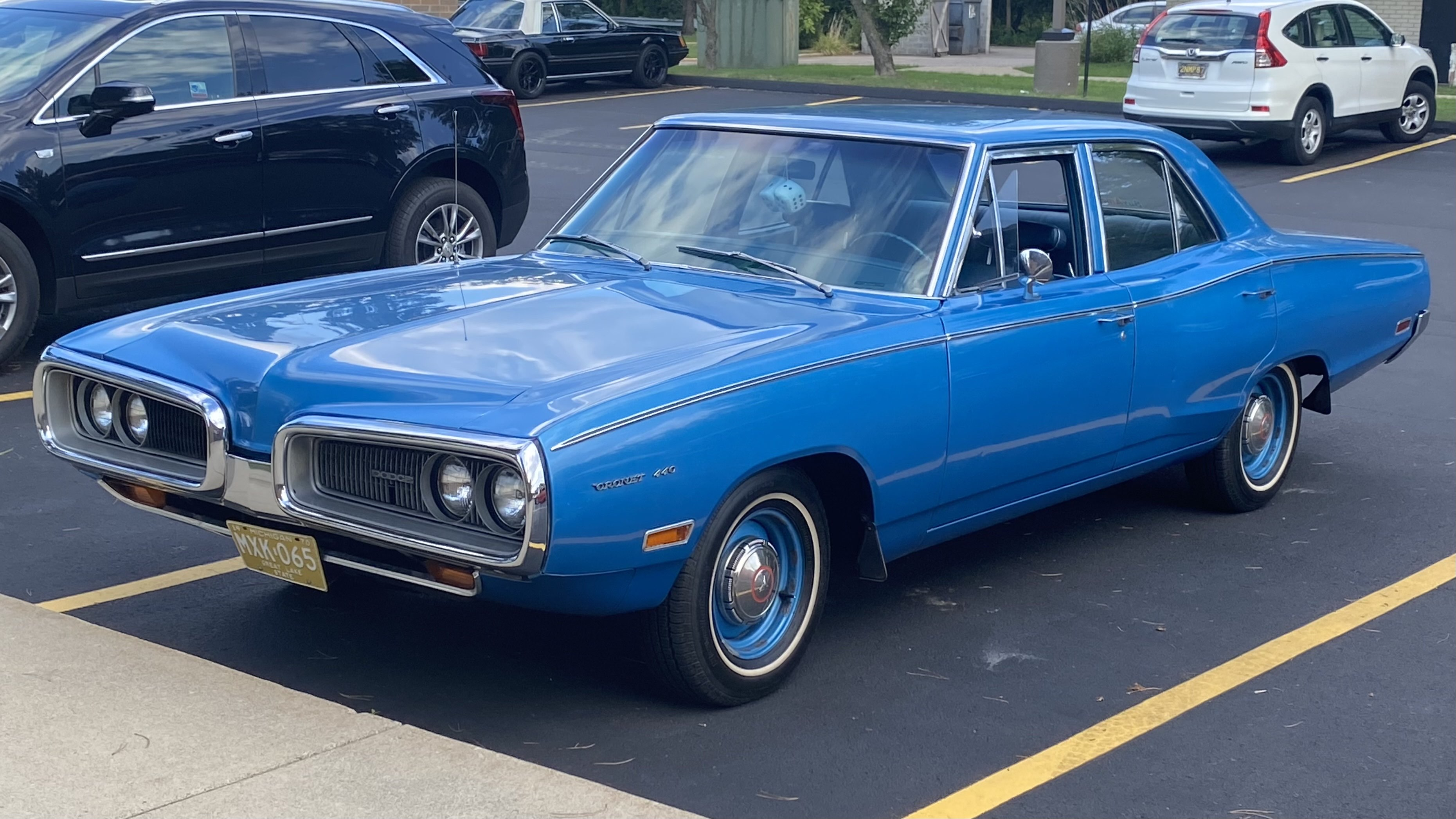
Sedan
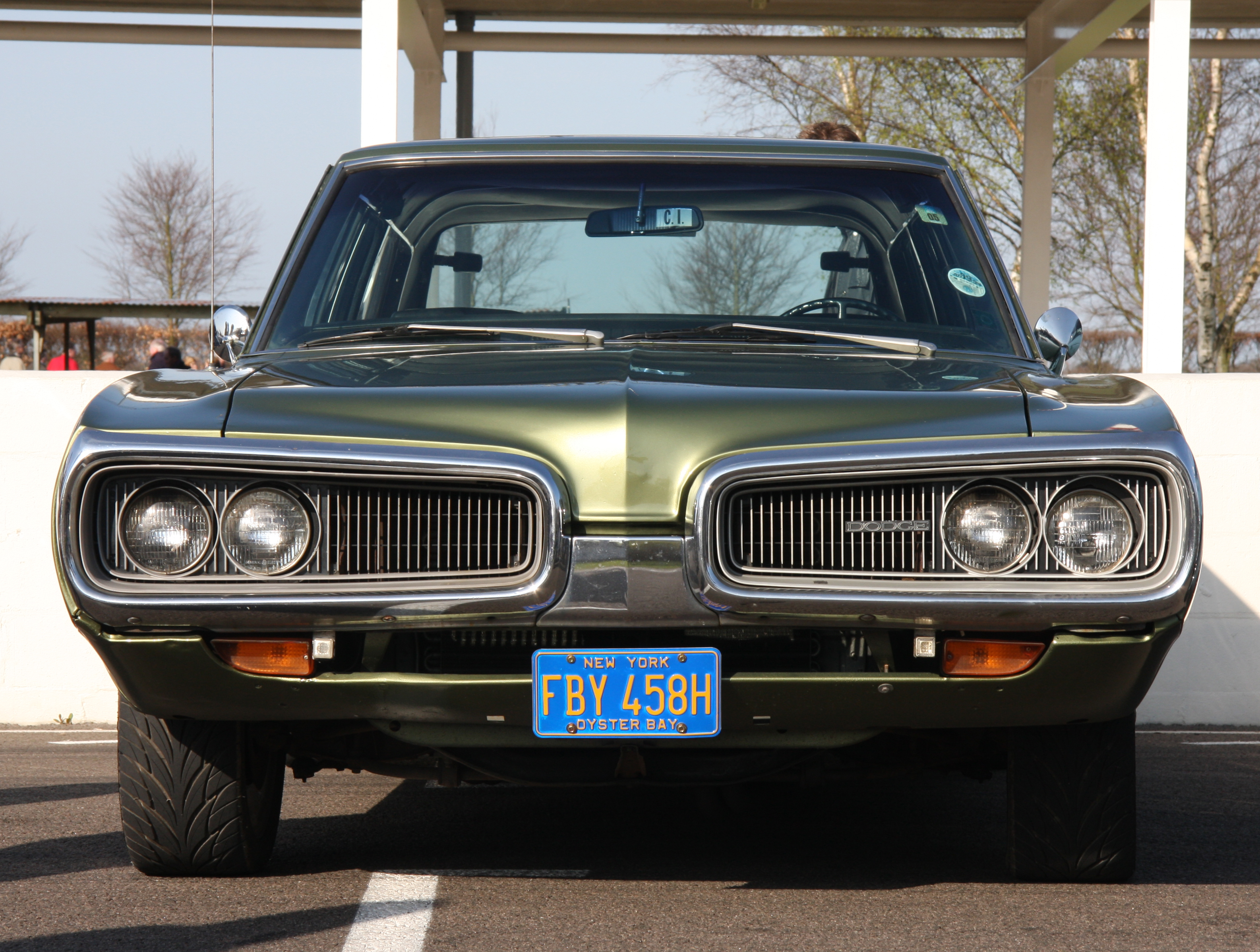
Doge Coronet 1970
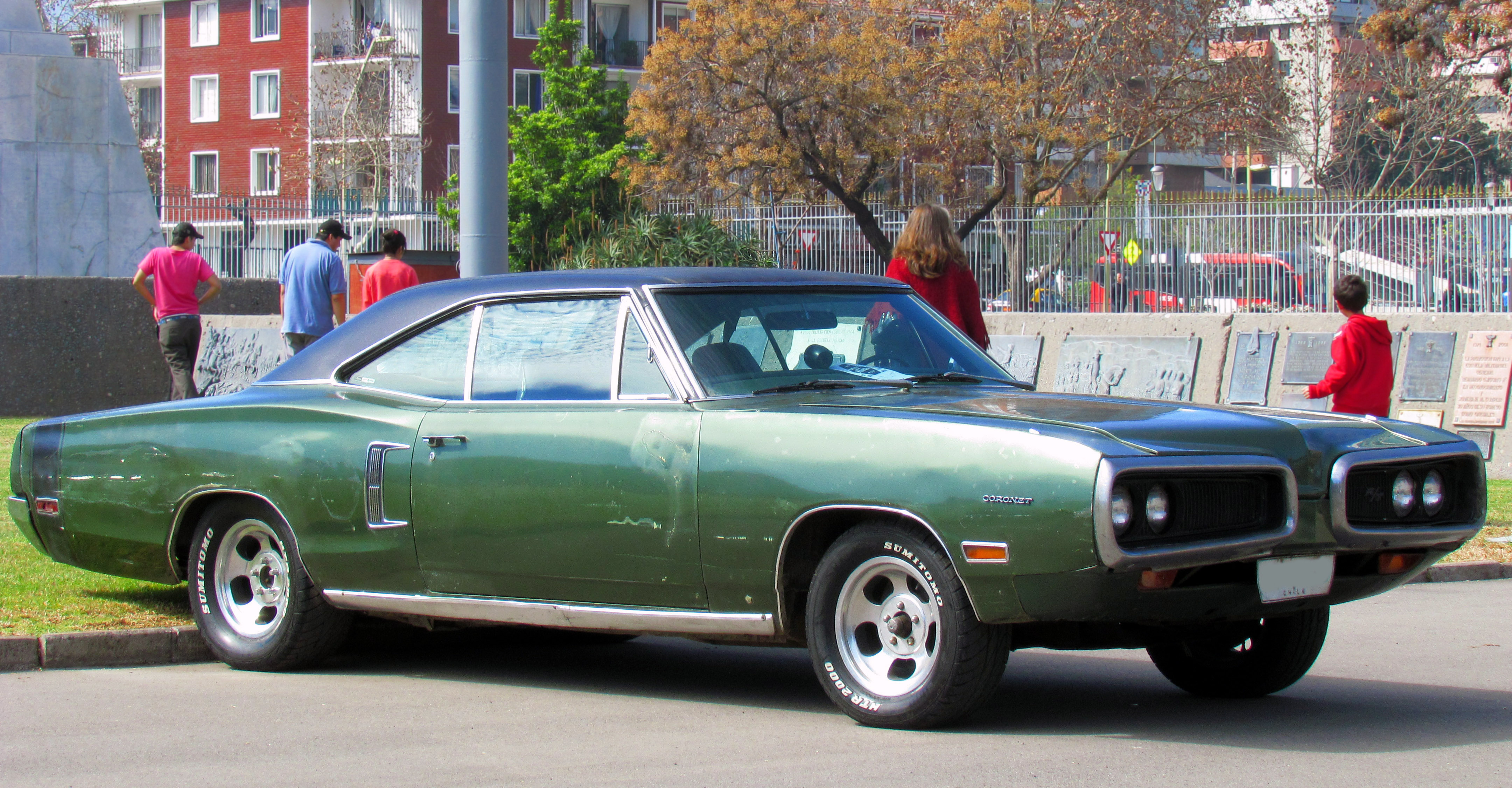
Coupé

|                       | 225 cid              | 318 cid              | 383 cid              | 383 cid              | 383 cid Magnum       | 440 cid Magnum       | 440 cid SixPack      | 426 cid Hemi         |
| --------------------- | -------------------- | -------------------- | -------------------- | -------------------- | -------------------- | -------------------- | -------------------- | -------------------- |
| Version               | Base                 | Base                 | Deluxe, 440, 500     | Deluxe, 440, 500     | Super Bee            | R/T                  | R/T, Super Bee       | R/T, Super Bee       |
| Cylindrée             | 3687                 | 5211                 | 6276                 | 6276                 | 6276                 | 7210                 | 7210                 | 6980                 |
| Architecture          | 6 cyl. en ligne      | V8                   | V8                   | V8                   | V8                   | V8                   | V8                   | V8                   |
| Alésage x course (mm) | 86x79                | 99x84                | 107x86               | 107x86               | 107x86               | 109x95               | 109x95               | 107x95               |
| Carburateur           | 1 simple corps       | 1 double corps       | 1 double corps       | 1 quatre corps       | 1 quatre corps       | 1 quatre corps       | 3 double corps       | 2 quatre corps       |
| Ratio de compression  | 8.4:1                | 8.8:1                | 8.7:1                | 9.5:1                | 9.5:1                | 9.7:1                | 10.5:1               | 10.28:1              |
| Echappement           | Simple               | Simple               | Simple               | Double               | Double               | Double               | Double               | Double               |
| Puissance maxi        | 145 ch à 4000 tr/min | 230 ch à 4400 tr/min | 290 ch à 4400 tr/min | 330 ch à 5000 tr/min | 335 ch à 5200 tr/min | 375 ch à 4600 tr/min | 390 ch à 4700 tr/min | 425 ch à 5500 tr/min |
| Couple maxi           | 292 Nm à 2400 tr/min | 433 Nm à 2000 tr/min | 529 Nm à 3200 tr/min | 576 Nm à 3200 tr/min | 576 Nm à 3200 tr/min | 650 Nm à 3200 tr/min | 664 Nm à 3200 tr/min | 664 Nm à 3200 tr/min |

|     |                               |                               | Coupé | Convertible |
| --- | ----------------------------- | ----------------------------- | ----- | ----------- |
| R/T | 426 Hemi                      | 4 rapports                    | 4     | 2           |
| R/T | 426 Hemi                      | Torqueflite                   | 9     | 1           |
| R/T | 440 SixPack                   | 4 rapports                    | 97    | 7           |
| R/T | 440 SixPack                   | Torqueflite                   | 97    | 9           |
| R/T | 440 Magnum                    | 4 rapports                    | 405   | 16          |
| R/T | 440 Magnum                    | Torqueflite                   | 1543  | 203         |
| R/T | Total vendue aux USA          | Total vendue aux USA          | 2155  | 236         |
| R/T | Total vendue au Canada/export | Total vendue au Canada/export | 164   | 60          |
| R/T | Production total              | Production total              | 2319  | 296         |

## Sixième génération (1971-1974)
La nouvelle Coronet 1971 est la jumelle des Plymouth Satellite et bénéficie d'un design plus fluide. Elle n’est disponible qu’en deux versions, berline et break ; la Dodge Charger de cette époque est basée sur la Coronet et est en fait sa version coupé. De légères améliorations visuelles successives sont apportées, entre 1972 et 1974, à la grille de calandre, aux blocs optiques et aux feux arrière. Les ventes de Coronet ont été assez faibles à partir de ce moment, avec environ 80 à 90 000 produites chaque année jusqu'en 1973 (contre 196 242 en 1968), en raison à la fois de la crise du carburant et de la prolifération des modèles Dodge et Plymouth, et un effet croissant de chevauchement avec les autres marques de la Chrysler Corporation. En plus des changements habituels dans la calandre, les lumières et l'intérieur, Dodge présente le système « TorsionQuiet », un silencieux supplémentaire avec isolateurs de vibrations en caoutchouc, offrant une conduite beaucoup plus douce et un intérieur plus silencieux.
Les carénages avant et arrière sont repensés, notamment le pare-chocs arrière, qui répond aux exigences de 1974 du département des transports. La carrosserie de la berline servirait de base aux dernières Coronet (et de sa jumelle, la Plymouth Fury) jusqu'à l'année modèle 1978.

## Septième génération (1975-1976)

### 1975

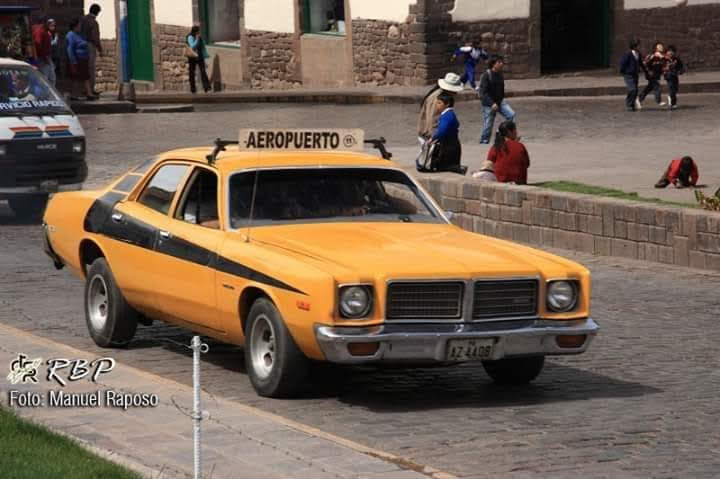
Dodge Coronet de 1975

En 1975, ces voitures reçoivent des changements majeurs avec une carrosserie à l’apparence plus carrée, et le nom Coronet est collé sur un coupé pour une seule et dernière année. 1976 est le dernier millésime pour le nom Coronet, alors qu’en 1977, les Monaco (auparavant beaucoup plus volumineuses) les remplacent : en fait, il ne s’agit que de Coronet redessinées.

### 1976
1976 est le dernier millésime pour le nom Coronet, du moins en ce qui concerne le nom Coronet. Les choix de style de carrosserie sont limités à seulement deux modèles à quatre portes : la familiale et la berline. L'ancienne Dodge Coronet 2 portes, qui n'apparaît que pour l'année modèle précédente, est remplacée par la Dodge Charger Sport 2 portes, qui elle-même n'existe que pour une seule année modèle. Alors qu’en 1977, les Monaco, auparavant beaucoup plus volumineuses, les remplacent : en fait, il ne s’agit que de Coronet redessinées qui reçoivent des phares rectangulaires empilés et d'autres changements cosmétiques mineurs, qui permettent une augmentation rapide des ventes. Au cours de cette même année modèle, la Dodge Monaco full size est renommée Dodge Royal Monaco, qui n’apparaît encore, elle aussi, que pour une seule année modèle et après cela, Dodge et Plymouth arrêtent toute production de modèles plus grands, qui incluent toute la gamme des Plymouth Gran Fury, homologues de la Dodge Royal Monaco. Au cours de l'année modèle suivante (1978), la Dodge Monaco de taille moyenne et les Plymouth Gran Fury homologues font une apparition finale.

## Années 1980
Dans les années 1980, le nom Dodge Coronet est utilisé sur le marché colombien pour désigner la version locale de la Dodge Diplomat.

## Production
Lancés en 1952, les Dodge Coronet et Royal Hard-Top Convertible ainsi que les Dodge Coronet et Royal Hard-Top Coupé sont des voitures exclusivement équipées d'un moteur V8, ce qui leur permet de recevoir en option une boîte de vitesses automatique. La Dodge Coronet a été fabriqué aux États-Unis, Détroit, Michigan ou San Leandro, Californie ou Los Angeles, Californie (seulement au cours du millésime 1953 pour cette dernière usine). 27 436 Dodge Coronet ont été commercialisés.

### Chiffres de production de la Dodge Coronet et Hard-Top Coupé
| Version | Carrosserie       | Millésime 1953 | Millésime 1954 |
| ------- | ----------------- | -------------- | -------------- |
| Coronet | Coupé Hard-Top 2p | 17 334         | 100            |
| Royal   | Coupé Hard Top 2p | 0              | 3 852          |
| Total   |                   | 17 334         | 3 952          |

### Chiffres de production de la Dodge Coronet et Royal Convertible
| Version | Carrosserie  | Millésime 1953 | Millésime 1954 |
| ------- | ------------ | -------------- | -------------- |
| Coronet | Cabriolet 2p | 4 100          | 50             |
| Royal   | Cabriolet 2p | 0              | 2 000          |
| Total   |              | 4 100          | 2 050          |

Un total de 6 150 Dodge Coronet et Royal Convertible a été fabriqué en 1953 et en 1954.